# 天才てれびくんYOU
天才てれびくんYOU（てんさいてれびくんユー）は2017年4月3日から2020年4月2日までNHK Eテレで放送されていたテレビ番組。

## 概要
『天才てれびくん』のテレビ番組第6作、第12代総合司会、放送開始25年目から27年目のシリーズにあたる。
舞台設定は守守団。番組の対象年齢は小学生（2019年度は幼児と小学生）。
守守団のスローガンは「勇気、友情、遊び心」。「勇」「友」「遊」の音読みと番組名『YOU』がかかっており、最重要漢字としてストーリーの根幹に関わる。
『天才てれびくんYOU』の放送期間にシリーズ25周年を迎え、2018年3月29日の番組で歴代シリーズのオープニングタイトル映像とともに立花裕大と小島梨里杏が挨拶した。

## 番組情報

### 基礎情報
- 放送局：NHK Eテレ
- 放送期間：2017年4月3日 - 2020年4月2日
- 放送時間
月曜 - 水曜 18:20 - 18:45（25分）
木曜 - 木曜 18:20 - 18:54（34分）
- 放送回数：396回（本放送 / 各年度33週）
- 舞台設定：守守団
- 総合司会：立花裕大、小島梨里杏
- メインナレーション：子安武人

### 詳細情報
- YOUストーリー
- YOUミッション
- トレーニングライブ
- 木曜生放送
- リアル戦争ゲーム
- 番組出演者
- 音楽
- スタッフ
- イベント

### 関連番組
天てれ第2部
- わらたまドッカ〜ン
- 少年アシベ GO!GO!ゴマちゃん
- ねこねこ日本史
- ブレーカーズ

派生番組
- マーヴェラスTVジム
- てれび戦士特別ミッション パラスポーツを調査せよ!

### 国際放送
英語名は『Whiz-Kids TV YOU』。
| 地域             | チャンネル              | 開始時刻          | 標準時   | 脚注    |
| ---------------- | ----------------------- | ----------------- | -------- | ------- |
| アメリカ・カナダ | テレビジャパン          | 月曜 - 木曜 17:55 | 北米東部 | [ * 1 ] |
| ヨーロッパ・中東 | JSTV1                   | 火曜 - 金曜 17:00 | イギリス | [ * 2 ] |
| 上記以外の地域   | NHKワールド・プレミアム | 火曜 - 金曜 18:25 | 日本時間 | [ * 3 ] |

## スタッフ
- 構成 - 小林雄次、竹村武司、向田邦彦
- 脚本 - 小林雄次、竹村武司、向田邦彦、内田わくわく、佐東みどり、萩原恵礼、吉田恵里香、冨坂友、田辺茂範
- 音楽 - 福岡ユタカ
- ビジュアルデザイン - YKBX
- イラスト - 石黒正数
- 技術 - 松本健吾、近藤俊介
- 映像技術 - 八木淳、森山雄太
- 映像デザイン - 服部竜馬、瀬木文
- 音響効果 - 磯田正文、塚田大
- 着ぐるみ造型「オンくん」 - 服部弘弍
- 衣装デザイン - 落合宏理
- 衣装制作 - 広瀬水音
- バーチャルCG - 齊藤宜之、阿部大史
- VFX - 古沢高明、小野修、栗原忠光
- ディレクター - 近藤有、平井正孝、所雅俊、小林温志、神山啓司、淋代壮樹、鈴木彩美、吉田享史、佐藤香奈子、本田浩、西山義和、神谷友輔、村上貴英、中村真己、守屋篤、中本裕介、寺谷鉱、川瀬由花、川上杏子、堀田尚志、入沢直樹、井上敬太、村中祐一、玉那覇卓人、堀内信吾、内田愛美、清水亮詞、大塚栄貴
- 制作統括 - 三好健太郎、小沢倫太郎、石川昌孝、中澤俊哉、廣岡篤哉、高﨑健太、石川慶、中村裕子、岸本伸介、黒田健一
- 制作協力 - アマゾンラテルナ
- 制作 - NHKエデュケーショナル
- 制作・著作 - NHK
- NHK制作担当
  - 青少年・教育番組部（2017年度 - 2018年度）
  - 第1制作ユニット教育・次世代（2019年度）

## 音楽

### たてっ!よこっ!ななめっ!みんなのちから!
『天才てれびくんYOU』メインテーマ。
2017年度・2018年度・2019年度エンディングテーマ。各年度、通常版と茶の間戦士参加の2バージョン。
たてっ!よこっ!ななめっ!みんなのちから!
- 作詞・作曲：水野良樹
- 編曲：鈴木Daichi秀行
- 振付：振付稼業air:man
- 放送尺：1分30秒
- 歌
  - てれび戦士2017（2017年度）
  - てれび戦士2018（2018年度）
  - てれび戦士2019（2019年度）

音楽商品
- 2018年09月05日「天才てれびくんYOU」

### 夢見崎★ラップ
2017年度挿入歌。
夢見崎★ラップ
- 歌：夢見崎★体育（岡崎体育）
- 作詞・作曲：岡崎体育
- 出典：[9]

音楽商品
- 2018年04月25日『OT WORKS』

### DAIJOUBU!
2018年度・2019年度「トレーニングライブ」挿入歌、番組エンディングテーマ。
DAIJOUBU!
- 歌：マーヴェラス西川 with てれび戦士
- 作詞・作曲：水野良樹
- 編曲：鈴木Daichi秀行
- 振付：振付稼業air:man
- エンディングテーマ放送尺：1分30秒
- 備考
2018年4月2日に「トレーニングライブ」挿入歌として初放送。
2018年7月9日にミュージックビデオ初放送。
2018年7月10日から2018年度エンディングテーマとして放送開始。
2019年10月2日から2019年度エンディングテーマとして放送開始。

音楽商品
- 2018年09月05日「天才てれびくんYOU」

### 天才モジールが行く
2019年度挿入歌。
天才モジールが行く
- 歌：モジール王子（徳永ゆうき）

### シングル
「天才てれびくんYOU」は、2018年9月5日にソニー・ミュージックレーベルズから発売されたシングル。
- 規格：12cmCD、音楽配信
- レーベル：Epic Records Japan
- 作詞・作曲：水野良樹
- 編曲：鈴木Daichi秀行

| 名称           | 形態   | 規格品番    | EANコード         |
| -------------- | ------ | ----------- | ----------------- |
| 初回生産限定盤 | CD+DVD | ESCL-5100/1 | JAN 4547366368628 |
| 通常盤         | CD     | ESCL-5102   | JAN 4547366368635 |

- オリコンチャート 週間シングルランキング
  - 最高順位36位
  - 登場回数2週

| #  | タイトル                                   | 作詞 | 作曲・編曲 | アーティスト                                | 時間 |
| -- | ------------------------------------------ | ---- | ---------- | ------------------------------------------- | ---- |
| 1. | 「DAIJOUBU!」                              |      |            | マーヴェラス西川（西川貴教）with てれび戦士 | 3:34 |
| 2. | 「たてっ!よこっ!ななめっ!みんなのちから!」 |      |            | てれび戦士                                  | 1:34 |
| 3. | 「DAIJOUBU!」                              |      |            | Instrumental                                | 3:34 |
| 4. | 「たてっ!よこっ!ななめっ!みんなのちから!」 |      |            | Instrumental                                | 1:33 |

| #  | タイトル                                   | 作詞 | 作曲・編曲 |
| -- | ------------------------------------------ | ---- | ---------- |
| 1. | 「DAIJOUBU!」                              |      |            |
| 2. | 「たてっ!よこっ!ななめっ!みんなのちから!」 |      |            |

## YOUストーリー

### あらすじ

#### 2017年度
シーズン1
新番組「天才てれびくんY」の放送中に突然物が腐る事件が発生。スタジオに現れた立花団長はそこに出演していた少年少女「てれび戦士」をスカウトして番組名を「天才てれびくんYOU」に変えると宣言、原因となるもじ魔獣に立ち向かい、ふてくさーるを元の姿に戻すことに成功した。
シーズン2
オンリー・ロンリー・ローリーは愛のミュージシャンとなる。突如新たな闇のもじ守、銀沢アイスかずこが現れ、れいかをもじ魔獣に変えてしまう。守守団はれいかが大事にしていた言葉を教えたすべるーかすを仲間にし、見事れいかを元の姿に戻したのであった。
シーズン3
新たな敵、シロッキークロッキーが汚のもじ魔獣の話でもじレンジャーを利用し、ほわないとをもじ魔獣に変えてしまった。シロッキークロッキーの狡賢い言動をかいくぐり見事、ほわないとを含むもじレンジャー4人を救い出した。
シーズン4
守守団のもとに団長の祖父、遊蔵が帰ってくる。団長がまえたを助けに22年前にタイムスリップしたところ、父、勇の最期の瞬間を目撃。そしてなまえんじぇるをもじ魔獣から元の姿に戻すと、謎の仮面男・ドクターがついに姿を現すのであった。

#### 2018年度
シーズン1
もじ魔獣との戦いが始まって1年の月日が経ち、人間を激しく憎む闇のもじもん達が活動を開始。自ら禍禍団と名乗って、人間の体を乗っ取り最強のもじ魔獣を生み出すシステムを完成させて人類滅亡を企んでいた。新たな敵を前にした守守団は闇のもじもんの一体であるぐれんちがもじ魔獣となってその力により、解散寸前に追い込まれてしまう。しかしその危機を乗り越え、ぐれんちの依り代だったプロレスラー・朋橋弘至と共に、ぐれんちを元の姿に戻し、世界を救ったのであった。
シーズン2
立花団長は禍禍団によって捕らえられた勇を救出するも、実は黒うさぎが化けた偽者だった。さらにまにーごーるどがもじ魔獣に変異し、その力で守守団は本部を買収され、追い出されるという最大のピンチを迎えてしまう。まにーごーるどの依り代だったモデル・高橋メアリーと共に本部を奪還し、まにーごーるどを元の姿に戻すと同時に、ドクターが自ら仮面を脱ぐと、その素顔は団長の父・勇であった。
シーズン3
守守団はまねしんぼうとぎらみーを仲間にし、真実の鏡を完成させることに成功。禍禍団のリーダー、ドクターがついに真の姿を現した。その正体は魔のもじもん・までぃえす。までぃえすは団長の父、勇の体を使い自らもじ魔獣化、そして勇の意識を操り守守団を追い詰めていく。そして決戦の日、守守団は辛くも勝利をおさめ、までぃえすを撃退。無事に勇を救出したのであった。
シーズン4
ついに禍禍団の首領である力のもじもん・どみねすとろんぐが活動を開始。守守団はどみねすとろんぐに対抗するために、力封じの筆を求め、それに必要な3本の筆を持つ伝説の三ゆう士の試練に挑み、いさましうす、あそびっくりんの試練に成功するが、最後のとぅーもんの試練に失敗し、力封じの筆を完成させることができなかった。そんな中、どみねすとろんぐのもじ魔獣化に利用されたまでぃえすからどみねすとろんぐの哀しき過去を知り、石板に隠された暗号を解読して裕之心とどみねすとろんぐは親友同士であったことを知る。そしてかつて守守団の敵であった、ぐれんち、まにーごーるど、までぃえすと共に最終決戦に挑み、ついに勝利。どみねすとろんぐをもじ魔獣から元の姿に戻し、2年間に渡る禍禍団との戦いに終止符が打たれた。

#### 2019年度
シーズン1
禍禍団との戦いを終えて平和を取り戻した守守団はもじもんよろず相談所を始めた。そんな中、もじもんの能力が暴走するもじ化け現象を引き起こす新たな敵、モジール王子が現れた。モジール王子はもゆるをもじ化けさせてモジゲンレコードに閉じ込めたが、その後もゆるが偶発的に小島主任型ロボットのコアに入り込み「モジルスーツ」というメカが完成、モジール王子はその「発表会」を企画。守守団は発表会に乗り込み、モジルスーツを撃破してもゆるの奪還に成功した。
シーズン2
守守団の前にモジール王子の妹、カキトリーヌ王女が現れる。大悟研究員に保護されたタコプーこそがカキトリーヌ王女だったのだ。カキトリーヌ王女は兄の暴走を止めるため、守守団に協力を依頼してきたらしい。一方モジール王子はからくりこんをもじ化けさせて新たなモジルスーツを生み出し、再び戦いを挑んでくる。守守団は全国の茶の間戦士と共に勝利をおさめ、からくりこんを奪還したのであった。
シーズン3
モジルスーツ2号の敗北や、小島主任に振られたことで自暴自棄になったモジール王子はモジゲンレコードの闇のオーラを浴びて凶悪化。それによりオンくんはモジール王子の元から離反し、苦悩の末に自ら初期化することを決意した。そしてモジール王子はいきるーとをもじ化けさせて完成させたモジルスーツ3号を使い、生き物の生気を吸い取っていく。そんな中、守守団は三度に渡るモジルスーツとの戦いに勝利し、いきるーとを救出することに成功。一方、モジルスーツ3号から放出した闇のオーラの影響でモジール王子が消滅したことを守守団は知ることもなかった。
最終章
モジール王子の消滅によって漢字と人間を激しく憎むようになったオンくんはモジゲンレコードの闇のオーラを浴びて「怨君」に変異し、全てのもじもんがバケピタンの通用しない特殊なもじ化けを発症。そんな中、カキトリーヌ王女がいきるーとによって辛うじて救われ、抜け殻状態となったモジール王子を連れてくる。ごっどまーまから与えられた愛の毒でカキトリーヌ王女と入れ替わる形でモジール王子が復活し、怨君を止めるために守守団への協力を約束。もじもんが完全消滅し漢字の概念がなくなる中、遊蔵から「怨君はどみねすとろんぐのもじ魔獣に似ている」という手紙が届き、再び力封じの筆を集めに行く。守守団はモジール王子と協力して勇気の筆、遊び心の筆、友情の筆を手に入れ、ついに力封じの筆が完成。守守団とモジール王子が力を合わせもじもんと世界とオンくんを救うために怨君との最終決戦に挑み勝利する。
戦い後、オンくんは自動消滅プログラムで感情を暴走させる闇のオーラを道連れにマイクロチップを残して消滅。その後カキトリーヌ王女も目を覚ましモジゲンレコードを再封印し、怨君を倒したことで消滅していたもじもんを含む全てのもじもんが復活。また、残されたマイクロチップを元にモジール王子はオン君2号を作り上げ記憶をそのままに復活。すべてを元に戻すことができた。そして立花団長は修行の旅へ出発し3年間に渡る守守団の物語は幕を閉じた。

### 用語解説

#### 守守団
古くからもじもんと共に生きてきた「もじ守」の子孫と、その仲間たちによる秘密組織。本部は団長が経営している「立花書道教室」の地下に存在し、建物正面に置かれた自動販売機が秘密の出入り口になっている。スローガンは「友情、勇気、遊び心、そしてWith With YOU!」。
第50週ではマニマニランドCEOシイ飯尾によって本部を買収され、立ち退きを余儀なくされたため、第51週では高橋メアリーの家を借りて「仮本部」を設営していた。

##### 人物
団長 - 立花裕大（夢の中：さかなクン）（幼少期：鴇田蒼太郎）
25→26→27歳。48代目のもじ守で、祖父から守守団を受け継ぎ団長に就任。普段は「立花書道教室」で新米先生をしている書道家でもあるが、実は文字を書くのが下手で皆には内緒にしていた。
責任感が強く、もじもんに対しては常に真摯に接する一方、もじ魔獣やもじ化け、洗脳の影響を受けやすい（「腐」の字の影響で心が腐るなど）などメンタル的には未熟といった欠点もあるが、土壇場で解決策を思いつくなど勝負強い面も見られる。また、書道教室の経営はあまりうまくいってないにもかかわらず、小島主任が様々なメカを開発するなど予算に心痛めることも多い。
また、通常週のミッションロケでもタコ釣りやフラフープ、山ご飯作り、手押し車、カバディのミッションに参加したりするなど自らミッションに挑戦することも多い。
小島主任とは幼馴染として仲は良いものの、余計な一言を言ってしまうなど女心には鈍感。
幼少の頃から「父（勇）は亡くなった」と聞かされており、時の砂時計を使って22年前に行った際には父親が石にされる瞬間を目撃しショックを受け1人で抱え込むなど父に対しては人一倍思いが強い中、「禍禍団のドクター」となった父と対峙。激闘の末、勇を正気に戻す事に成功する。
2019年度からは新たに「もじもんよろず相談所」を設立。その過程でもじ化けを知り対処、そしてモジール王子との対決や世界を守る事を目指していく。
モジール王子に「怨君を必ず取り戻す」と宣言し、力封じの筆で世界消滅は防いだものの、怨君ともじもんたちを自力で救えなかったことの責任を取り団長を辞めることを決意。が、モジール王子とカキトリーヌ王女によってオンくんももじもんも復活し建前上は翻意するが、フィナーレに喜ぶてれび戦士に気づかれぬよう小島主任に見送られ放浪の修行の旅へと出かけた。
なお、2017年度に「両親は亡くなった」と発言しているが、母親の安否は最後まで不明のままだった。
開発主任 - 小島梨里杏（幼少期：川瀬翠子）
天才的な発明家で、立花団長の幼馴染。24→25→26歳。もじもんを発見するためのアイテムや、敵と戦うための装備を開発する。幼少期から立花団長が壊してしまったポケベルを修理するなどり腕は確かだが、失敗して爆発させてしまう事も多い。真面目で研究熱心であり、様々な装置を短時間で開発するが、予算に糸目をつけないため常に守守団は困窮状態である。
一方、幼少期は発明ばかりしていて友人と仲良くするのが苦手だったため立花団長が唯一の親友と呼べる状況だったが、後に「女子会」を通じてカキトリーヌ王女と、「発明仲間」としてモジール王子とも心を通わせていく。
普段は立花団長に対するツッコミ役も兼ねているが、なんだかんだいって仲は良好。立花団長ほどではないものの、もじ魔獣やもじ化けによる影響も少なからず受ける事がある（例としては暴言を吐くなど）。
西川貴教の大ファンであり、「マーヴェラス西川」のモデルにしている他、過労の時でも西川貴教のライブDVDを注文しただけで元気を取り戻している。
立花団長が守守団の団長を辞めてからは代わりに守守団をまとめあげている。
立花遊蔵 - 笹野高史
46代目のもじ守。立花団長の祖父で守守団の先代団長。70→71歳。蛸の飾りがついた丸眼鏡をかけており、離れた人にメッセージを伝える役割がある筆のような弓矢を持っている。
根は朗らかで、もじもんに詳しく、もじもんの知り合いも多い。解決策を授けたり、心が挫けそうになる立花団長に立ち直らせる言葉を与えるなど、祖父として、先代もじ守として立花団長を優しく見守る。一方、小島主任をアイドルに仕立て上げ金儲けをしたり、大事な決戦でダミーアイテムのコインチョコを流した上食べようとするなどどこか抜けている面もある。
禍禍団の事件解決後は改めて一線を離れ悠々と生活していたが、偶然タコ（後述のタコプー）を釣って本部に渡した事が新たな事件の引き金となる。
マーヴェラス西川 - 西川貴教
小島主任によって開発された、西川貴教そっくりの姿の茶の間戦士トレーニングロボット。キレキレの歌とパフォーマンスで「トレーニングライブ」を行い、茶の間戦士を訓練する。走力は100mを2.58秒で走る俊足の持ち主。胸の守守団マークからは皆をハッピーにするマーヴェラスキャノンを発射するが、何が起こるかは本人にもわからないらしい。彼のマイクは茶の間戦士の海鮮隊にバッテリーを授けるのに使うほか、ティッシュペーパーがしっとりする機能もある。第20週ではぐりんきゅあらを癒すため急遽助っ人として参戦、11月8日放送回では故障で白煙を吹いたため急遽小島主任からメンテナンスを受けていた。トレーニングが好きで、にくそんとはライバル関係。第51週ではシイ飯尾に本部を買収されたため、倉庫でトレーニングを行うことになった。
2020年2月17日～20日に放送された『ゴー!ゴー!キッチン戦隊クックルン』でもゲストとして出演している。
ノブ研究員 - ノブ（千鳥）
岡山・桃太郎大学出身。もじもんの歴史に詳しく、昔の書物を読むのが得意。趣味は、「クセの強い人」を観察すること。本部内での活動が中心だが、回によっては『Let's』のアンドロイドのようにロケに参加することがある。
大悟研究員 - 大悟（千鳥）
ノブ研究員とは岡山・桃太郎大学からの付き合い。もじもんの生態、能力に詳しい。寝坊が多いのが玉にキズ。
タコプーの育ての親でもある。そのため人間態で現れた彼女には「恩人」と呼ばれていた。
立花勇 - 堀部圭亮（魔女形態時：東理紗）
47代目のもじ守。立花団長の父で遊蔵の息子。当初本名は不明だったが、2018年度公式サイトでフルネームが判明した。享年26→48→49歳。
生真面目な性格でであり、遊蔵と稽古をするなどもじ守の活動に熱心な一方、生真面目が行き過ぎて無茶な発言をしてしまう事も多い。また、目的に忠実であり、そのためには自分の命を投げ出す覚悟もある。嫌いな食べ物はニンジン。
立花団長が22年前にタイムスリップした際に、「力」のもじもん・どみねすとろんぐを封印した際相打ちの形で石化された所を目撃し、その後手紙によって禍禍団に捕らわれている形で存命していることが判明。立花団長と再会を果たし守守団に匿ってもらうが、実際はウサギを化けさせた偽物であり、団長のもじ守の筆を曲げて使えなくするために禍禍団が仕組んだ罠だったことが判明する。
禍禍団では「ドクター」として親玉を担っていたが、まにーごーるどのもじ魔獣戦後、作戦本部の通信に割り込み正体を明かし、立花団長との親子対決であることを明かす。だが、実際はもじ魔獣となったまでぃえすに憑依されていることが発覚。一旦はまでぃえすが分離しアジトから出ようとするも守守団を裏切る形で再び離脱するが、真の目的は「人ともじもん達を繋ぐ架け橋」になるために敢えて禍禍団の軍門に下っていた。さらに、までぃえすに操られており、「真の悪」と呼ばれる何者かに飲み込まれかかっていることが発覚する。
までぃえすのもじ魔獣戦では立花団長率いる守守団と茶の間戦士を苦しめ、最後は立花団長に接近してもじ守の筆の発動を防ごうとするが、までぃえすのもじ魔獣が浄化されたことにより洗脳が解け、本当の再会を果たした。
その後は守守団及び立花団長とは少し距離を置きつつも別行動を取っており、もじ魔獣対策の情報を与えたり、体を張っててれび戦士を守るなどサポートしている。
立花裕之心 - 立花裕大
立花家の38代目のもじ守で、その容貌は立花団長に生き写し。かつて力封じの筆を使ってどみねすとろんぐを封じている。石板に隠された暗号を解読した結果、どみねすとろんぐが大祀と晃によってもじ魔獣に変えられる前はどみねすとろんぐと親友同士だったことが判明した。
タコプー／カキトリーヌ・テン＝カクスー・ハライトメーノ （声：（タコプー）、演：（カキトリーヌ）- 雨宮天）
遊蔵が釣り上げたタコ。飼うために選んだ大悟研究員が飼い主になっている。もじ化け発生後、突然モジゲン空間に行くよう指示を出したり、後述のタコイカダの設計図を残すように伝えるなどもじ守の筆同様謎の面が多かったが、その正体はモジゲン空間の住人で王女、そしてモジール王子の実の妹。おそれっくすを使って博物館の学芸員に扮し守守団を試した直後、正体を明かし兄の暴走を止めるよう頼んだ上で、陰で守守団を支援した。
兄とは逆に漢字ともじもんが大好きだが、その真っ直ぐすぎる性格故にしばしば周りの者を振り回し、立花団長を頼りなく思って勝手に新しい守守団団長を選ぼうとてれび戦士を巻き込みオーディションを開いたりもしたが、次第に団長の真の力＝周りを思いやる優しさを認めるようになった。また、なぜか好物のイカを食べてしまうとタコの姿になってしまう。また、月曜ラストコーナー『今週もいい漢字』では毎回その週のメインとなったもじもん達と共に漢字の由来を教える解説役を務めている。なお、当初はタコプーの姿だったが、シーズン2のらっかすたーの解説以降は本来の姿で解説を行うこともある。
小島主任と共同でいきいきプログラム弱体化薬「いきるんるん」を開発し、モジルスーツ3号の撃破に貢献した。しかし、モジール王子とオンくんを救うため、ごっどまーまから受け取った「愛の毒」を飲んでモジール王子と入れ替わる形で倒れてしまう。その後は守守団本部で保護されていたが、最終決戦後に毒の効果が抜けたことで復活。モジゲンレコードを再封印し全てに終止符を打った。

#### 装備・アイテム
もじ守の筆
立花団長が所持している巨大な筆でもじ守の一族だけが扱える。柄の先端にもじもんが持つ「通汁の珠」をセットし、「×」「○」の順に描いてモジゲン空間の入り口を開くカギとなるほか、もじもんの召喚や言霊に力を送ってもじ魔獣の浄化などができる。
もじ守の小筆
守守ゴーグルと同じく魔獣との決戦に使うアイテム。もじ守の筆を基に一般人にも使えるようダウンサイジングした片手サイズの筆で、決戦で呼んだもじもんを再度召喚して戦わせることができる、茶の間戦士から送られた回復アイテムでもじもんを回復させるなどの機能がある。また、通信機も兼ねており本部に映像ごと通信ができる。2019年度シーズン2以降からは小島主任専用のもじ守の小筆(てれび戦士用はオレンジだがこちらはピンク色)が登場した。
守守ゴーグル
もじ魔獣との決戦に使うVRゴーグル型の装備で、現場に出動したてれび戦士がもじ守の小筆と共に使用する。
コトバパット
2017年度のもじ魔獣戦で、もじ魔獣にされたもじもんの浄化の鍵となる「大事な言葉」を捜索するのに使うタブレット型の装置。捜索現場の光景を映した1分間の「コトバレーダータイム」の間に茶の間戦士が大まかに割り出した現場の物品に、現場のてれび戦士がこれをかざすと物品に篭もった言葉を音声で聞くことができ、そこからもじもんが大切にしている言葉を探し出す。
海鮮隊
モジゲン空間探索用のメカ。たこ8号、かつお号(土佐弁で喋る)、かに号(子供っぽい口調)、くらげ号(女性口調)の4種類で構成されており、木曜日の生放送ミッションで登場する。たこ8号はてれび戦士が守守団本部から遠隔操作するタコ型のロボット。かに号・くらげ号・かつお号はテレビのリモコンを使って遠隔操作する茶の間戦士専用のロボットで、週ごとにランダムで選ばれる。モジゲン空間の探索のほか、もじ魔獣戦、モジルスーツ戦ではリモコンの操作によって言霊を強化する、もじもんをモジルスーツから脱出させる「力玉」を生成し、現場に送信する役割も担う。
ミニ8号
ぐれんちのもじ魔獣戦で初投入されたたこ8号の小型版。ラジコン操作で動きもじ魔獣の心の中に入ることが出来る。また、「心の壁」の破壊にも使われる。
タコイカダ
2019年度の生放送で初登場したモジゲン空間移動船で、モジゲン遺跡に入る際に使用する。たこプーが残した設計図を元に小島主任が開発した。守守団本部の地下倉庫にあり、本体に守守団メンバー、後ろの輸送エリアにもじ化けしたもじもんを乗せて移動する。
通汁
モジゲン空間の入り口を開くために必要な物。緑色の液体が入った珠の形をしており、各週で守守団を認めて一同を試すべくもじもんから与えられる。また、バケピタンの材料が入った箱を開ける際にも使われる。
信汁
もじもんとの信頼の証である虹色の液体。2017年・2018年度の生放送ではこれを制限時間までに100％集めればもじもんを仲間にすることができる。
封汁
もじ魔獣に変異したどみねすとろんぐを封じるのに必要な赤い液体。外見は通汁の珠の色違い。勇はどみねすとろんぐの浄化に失敗した際はこれを使う覚悟を決めていたが、浄化に成功したため使われることはなかった。
力封じの筆
かつて裕之心が大祀と晃によってもじ魔獣に変異させられたどみねすとろんぐを元に戻すために使った筆。いさましうすが持つ勇気の筆、とぅーもんが持つ友情の筆、あそびっくりんが持つ遊び心の筆が合わさると完成する。2018年度では友情の筆を手に入れられず決戦で使わなかったが、2019年度では怨君の暴走ともじもんの消滅がどみねすとろんぐのもじ魔獣化に酷似していると気づかれた遊蔵の手紙から一同と王子は再び集めに回り、無事に力封じの筆を作るのに必要な3本の筆が揃い、復活の儀と茶の間戦士全員が送ったパワーによってによってついに完成した。しかし、その正体は立花団長と一体化して強大な力を発するものであり、最終決戦では茶の間戦士全員の力を結集させた超力玉を作ることで巨大化して、怨君にとどめを刺した。
超漢水
上記の3本の筆が揃ったため力封じの筆復活の儀式を行うが、三ゆう士のもじ化けの悪化により失敗。三ゆう士を含む全てのもじもんの消滅の危機が迫る中、バケピタンも効かない状況下において唯一の対抗策はもじもんの漢字パワーを集め抽出することで三ゆう士を一時的に回復させる漢字エネルギー補給薬『チョイピタンD』を作ることで、その原料となるのが遊・友・勇にちなんだ名前の土地の天然水（山形県遊佐町の二ノ滝の水・和歌山県友ヶ島の井戸水・鹿児島県奄美大島の「勇」の字のつく名字の者が多く住む瀬戸内町ホノホシ海岸の海水）だった。「勇」、「友」、「遊」の3つのボトルに目的地の天然水を入れて72時間以内に3つ揃える必要があり、守守団とてれび戦士が全国を縦断して集めることに成功、無事にチョイピタンDを完成させて三ゆう士に送り、全員が回復して力封じの筆も無事完成、怨君との決戦に臨んだ。
バケピタン
もじ化けしたもじもんを元に戻すのに必要なエネルギー。もじもんごとにそのもじもんと関係のある異なる材料から作られる。決戦の際には何らかの方法で手に入れた箱に入っているバケピタンの珠（外見は通汁の珠の色違い）をもじ守の筆・小筆に取りつけて使用する。

#### 調査員
毎回てれび戦士をサポートするメンバー。書道教室のOBたちで構成され、毎回ポケットが多くついた赤いベストと道着風のズボンを着用している。てれび戦士からは段位または級位で呼ばれる。2018年度には向井3段と菅3級の2人が新しく調査員メンバーに加入した。2019年度で後藤3段と福徳3段が抜け、代わって田渕6級が加入した。
コカド8段 - コカドケンタロウ（ロッチ）
第4週から登場。調査員の中では小島4級に次いで登場回数が多い。
佐藤7段 - 佐藤哲夫（パンクブーブー）
最初に登場した調査員で、初登場時には月謝を滞納していることが判明した。
黒瀬6段 - 黒瀬純（パンクブーブー）
第3週から登場。
後藤3段 - 後藤淳平（ジャルジャル）
第5週で初登場し、2018年度まで登場。
向井3段 - 向井慧（パンサー）
第36週から登場。
福徳3段 - 福徳秀介（ジャルジャル）
第6週で初登場し、2018年度まで登場。
小島4級 - 小島よしお
第2週から登場。全調査員の中で最も登場回数が多い。調査員の中では意外と物知りであり、小島主任とも相性が良く、調査を依頼されることもある。
菅3級 - 菅良太郎（パンサー）
第43週から登場。
田渕6級 - 田渕章裕 （インディアンス）
第57週から登場。木曜生放送のレポーターとして登場することもあった。

#### てれび戦士
今作でのてれび戦士とは、もじ魔獣に対抗するために守守団にスカウトされた少年少女たちの事で、「Let's」同様各地で調整活動を行う。各てれび戦士は制服であるベストやジャケットを着用しているが、私服姿を見せることもある。なお、2018年度の新人メンバーは「なまえんじぇるのもじ魔獣戦」の直後、現れたドクターからの宣戦布告VTRの直後、団長からのメッセージを受けて新たにスカウトされたメンバーという設定になっている。第63週では友のもじもん・とぅーもんがゴリ押しで人間に姿を変えて御法川まさおと名乗り、一時的に加入することになった。
原田明莉（はらだ あかり）
2017年度。
小澤竜心（おざわ りゅうしん）
2017-2018年度。
黒川桃花（くろかわ ももか）
2017年度。
向鈴鳥（むかい すずと）
2017-2018年度。
皆川寧々（みなかわ ねね）
2017-2018年度。
久住健斗（くすみ けんと）
2017-2019年度。
玉城美海（たまき みゆう）
2017-2019年度。
稲垣芽生（いながき めい）
2017年度。
柿澤仁誠（かきざわ にま）
2017年度。
辻晴仁（つじ はると）
2017-2019年度。
堰沢結衣（せぎさわ ゆい）
2017-2019年度。
齋藤泰世（さいとう たいせい）
2017-2019年度。
船越夏子（ふなこし なつこ）
2017-2018年度。
佐々木ゆら（ささき ゆら）
2018-2019年度。
冨士原生（ふじはら いく）
2018-2019年度。
梅田芹奈（うめだ せりな）
2018-2019年度。
ギュナイ滝美（ギュナイ らあら）
2018-2019年度。
御法川まさお（みのりかわ まさお）
演 - 森尾俐仁
2018年度第63週でとぅーもんのゴリ押しにより加入した、中学2年生。真面目かつ礼儀正しいが、厳しい面もあり、向のギャグにダメ出しをする有様。正体は少年に化けたとぅーもんだったため、とぅーもんは自分の友達だと話すなどしてはぐらかしていたが、バーベキューの匂いだけは誤魔化せなかったようで、立花団長に気づかれていた。
- 履歴書
  - 2019年2月4日現在（放送日）
  - 2005年1月12日生（満14歳） 男
  - 現住所：東京都渋山区神北10-3（NHK放送センターの住所パロディ）
  - 学歴：東京都立帝王大学付属中学校2年生

岸蒼太（きし そうた）
2019年度。
小田菜乃葉（おだ なのは）
2019年度。
川岸釈天（かわぎし ときたか）
2019年度。
筧礼（かけひ れい）
2019年度。

#### 週刊ニュース深追い
『Let's』時代同様、リポーターがもじ魔獣の被害を放送するニュース番組。時にリポーターの2人ももじ魔獣の被害に巻き込まれることも。一度禍禍団に乗っ取られてしまったが、守守団とあるくめですの活躍により復活することができた。
リポーター
もじ魔獣の被害報告に加え、木曜生放送での中継を担当する。たまにもじ魔獣の影響を受けてしまうことがある。
チャンカワイ
高田紗千子
なお、本来は「天才てれびくんY」の司会（チャン）とレポーター（高田）という役割だった。
演じたチャンカワイは次回作「天才てれびくんhello,」でチャンエンジを演じている。

#### もじもん
古来より日本各地に生息する漢字の精霊で、各々が漢字にちなんだ外見と能力を持つ。かつては人間とも親しかったが、時代が下ると共に人前に姿を現さなくなっていった。闇の袋とじ紛失事件以後に起こった闇のもじ守及びもじ魔獣の脅威に対抗するため、守守団は彼らの協力を得ようとする。また闇のもじ守が「暗黒の歌」と「憎しみの心」でもじ魔獣を生み出すための素体でもあり、人間を激しく憎み、禍禍団の一員になった闇のもじもんもいる。
2018年10月25日よりキャラクターデザインを担当しているYKBXが描いたもじもんのキャラクター原画が公開された。
モジゲン空間
全てのもじもんの故郷である世界で、広大な海の中央に、巨大な鉛筆が立ち並び一軒の寺院のような建物がある「鉛筆の島」が浮かぶ。
もじ守の筆と通汁を使うことで書道教室上空に入り口が出現する。守守団は毎週、もじもんを仲間にするためにここに入ってもじもんからの試練に挑むことになる。第3シーズンからは、新たなエリアとして筆の穂先のような形状の巨岩が並び、その回にちなんだ漢字や文字がある「筆の島」が出てくるようになった。2018年度シーズン1から新たに海底のエリア、2018年9月からさらに時計を中心に針型の定規（一部の回では針のように定規が動く）や分度器、様々な学校用具などが混ざった「定規の島」が新しく登場した。2019年度では更に後述のモジゲン遺跡が登場した。
モジゲン遺跡
バケピタンの材料がある遺跡。入口・季節に応じて、桜が咲き乱れる「桜の間」、沢山の竹や門松、鹿威しがある「竹の間」に変わる内部、もじ化けを治す材料がある「宝の間」の3つに分かれている。また過去に封印されていたモジゲンレコードと字源の間はその一部だった。
もじ化け
2019年度でもじもんに起きる現象。後にモジール王子の仕業と判明した。突然もじもんの体の一部にある漢字が本来ない漢字に変わってしまい、その結果もじもんはバグ化した状態になり、もじてんは新旧合わせて説明が無茶苦茶になってしまう。さらに状況が悪化するともじもん達は自我を失い(自我を保ったままの場合もある)、人間に被害を及ぼす行為（「漢字と逆のことが起きるケース」「漢字の力が過剰となり行きすぎた状態になるケース」及びその両方）を起こしてしまうが、何の影響も及ばない場合もある。バケピタンがないと完治できないが、一時的にもじ化けを弱めて自我を戻したり、筆を使ってモジゲンレコードの漢字を元に戻して完治することは可能。
木曜生放送ではバケピタンを使っての完治を目指すが、失敗した場合はもじ化けしたままモジゲンレコードに閉じ込められてしまう。
怨君が引き起こしたもじ化けの場合は、バケピタンが通用しないため、怨君を倒さない限り完治しない。もじもんが完全に消滅してしまうとその漢字の概念（鏡・氷などの物質や事象など）もなくなってしまう。消滅したもじもんも怨君を倒さない限り復活しない。
もじもん一覧
| 初登場日       | 漢 字 | もじもん                   | もじもん               | 人間態       | 人間態     |
| 初登場日       | 漢 字 | 名前                       | 声優                   | 名前         | 俳優       |
| -------------- | ----- | -------------------------- | ---------------------- | ------------ | ---------- |
| 2017年04月03日 | 肉    | にくそん                   | 平田広明               |              |            |
| 2017年04月04日 | 腐    | ふてくさーる               | 宮田幸季               |              |            |
| 2017年04月10日 | 木    | きふじんぬ                 | 釘宮理恵               |              |            |
| 2017年04月17日 | 鉄    | てつまる                   | 江口拓也               |              |            |
| 2017年04月24日 | 鮮    | せんこ                     | BŌMI                   |              |            |
| 2017年05月08日 | 豆    | まめたん                   | 遠藤綾                 | 遠藤豆男     | 吉田メタル |
| 2017年05月15日 | 臭    | すめりー                   | 伊瀬茉莉也             |              |            |
| 2017年05月22日 | 歩    | あるくめです               | 西脇保                 |              |            |
| 2017年06月05日 | 縁    | えにぼう                   | 大谷育江               |              |            |
| 2017年06月21日 | 宝    | とれじゃーの               | 井上喜久子             |              |            |
| 2017年06月26日 | 火    | もゆる                     | 國立幸                 |              |            |
| 2017年06月26日 | 氷    | れいか                     | かないみか             |              |            |
| 2017年07月03日 | 滑    | すべるーかす               | パトリック・ハーラン   |              |            |
| 2017年09月04日 | 固    | かたまじろ                 | 野島健児               |              |            |
| 2017年09月11日 | 水    | みずえ                     | 富沢美智恵             |              |            |
| 2017年10月02日 | 赤    | れっどれお                 | 小原雅人               |              |            |
| 2017年10月09日 | 青    | ぶるーく                   | 関俊彦                 |              |            |
| 2017年10月16日 | 緑    | ぐりんきゅあら             | 山崎和佳奈             |              |            |
| 2017年10月23日 | 白    | ほわないと                 | 下和田ヒロキ           |              |            |
| 2017年10月23日 | 城    | しろのじょう               | うえだゆうじ           |              |            |
| 2017年11月06日 | 筆    | ふでじい                   | 糸博                   |              |            |
| 2017年11月14日 | 面    | かめんれおん               | 楠大典                 |              |            |
| 2017年11月20日 | 玉    | たまみ                     | 清水愛                 |              | 新井愛瞳   |
| 2017年12月04日 | 馬    | ぱかぽん                   | くまいもとこ           |              |            |
| 2018年01月09日 | 札    | ふだざえもん               | 竹内順子               |              |            |
| 2018年01月10日 | 名    | なまえんじぇる             | 悠木碧                 |              |            |
| 2018年01月15日 | 時    | ときお                     | 井上麻里奈             |              |            |
| 2018年01月29日 | 前    | まえた                     | 神代知衣               |              |            |
| 2018年02月05日 | 残    | きのこのこ                 | 飯田里穂               |              |            |
| 2018年02月19日 | 明    | あかりん                   | 小桜エツ子             |              |            |
| 2018年04月03日 | 暴    | ぐれんち                   | 高木渉                 |              |            |
| 2018年04月03日 | 金    | まにーごーるど             | 佐藤利奈               |              |            |
| 2018年04月09日 | 防    | ぼうてる                   | 内田真礼               |              |            |
| 2018年04月16日 | 風    | かぜーとん                 | ランズベリー・アーサー |              |            |
| 2018年04月23日 | 動    | どぅーろん                 | 土屋神葉               |              |            |
| 2018年05月07日 | 落    | らっかすたー               | 園崎未恵               |              |            |
| 2018年05月14日 | 走    | はしろう                   | 浪川大輔               |              |            |
| 2018年05月21日 | 食    | たべたいたん               | 津久井教生             |              |            |
| 2018年06月04日 | 優    | やさふぇる                 | 高橋英則               |              |            |
| 2018年06月18日 | 探    | たんぐらあ                 | 加藤英美里             |              |            |
| 2018年06月25日 | 曲    | くせまがり                 | セニョール玉置         |              |            |
| 2018年07月02日 | 直    | なおらいなー               | 増川洋一               |              |            |
| 2018年09月03日 | 運    | うんじゃみぃ               | 尾崎由香               |              |            |
| 2018年09月10日 | 山    | がくざん                   | 上田燿司               |              |            |
| 2018年10月01日 | 持    | もつらべえ                 | 川島得愛               |              |            |
| 2018年10月10日 | 銀    | ぎんじょるの               | 西山宏太朗             | 月影エイジ   | 葉山昴     |
| 2018年11月07日 | 真    | まねしんぼう               | 福原耕平               |              | 佐々木駿   |
| 2018年11月12日 | 鏡    | ぎらみー                   | 高橋広樹               |              |            |
| 2018年11月14日 | 魔    | までぃえす                 | 阪口周平               |              |            |
| 2018年12月03日 | 法    | ほうほうほうし             | 山口由里子             |              |            |
| 2019年01月07日 | 力    | どみねすとろんぐ           | 竹内良太               |              |            |
| 2019年01月14日 | 勇    | いさましうす               | 小野大輔               |              | 矢部太郎   |
| 2019年01月28日 | 遊    | あそびっくりん             | 大久保瑠美             |              |            |
| 2019年02月04日 | 友    | とぅーもん                 | 森久保祥太郎           | 御法川まさお | 森尾俐仁   |
| 2019年04月15日 | 禁    | きんじぇりーな・あ・かーん | ゆかな                 |              |            |
| 2019年05月13日 | 中    | なかぴ                     | 金田朋子               |              |            |
| 2019年06月17日 | 辛    | つらっしー                 | 関智一                 |              |            |
| 2019年07月01日 | 恐    | おそれっくす               | 新谷真弓               |              |            |
| 2019年09月16日 | 機    | からくりこん               | 阿部里果               |              |            |
| 2019年10月14日 | 生    | いきるーと                 | 下山吉光               |              |            |
| 2020年01月14日 | 愛    | ごっどまーま               | 小林優子               |              |            |

#### もじ魔獣
もじもんが怪物化した姿。善良なもじもんが闇のもじ守によって変えられたり、人間と融合した闇のもじもんが憑依者の心の闇を吸収することでもじ魔獣化する。時間の経過で成長しながら甚大な被害を引き起こし、完全体になると世界は滅亡する。ただし、もじ魔獣が元のもじもんに戻ると被害の爪痕は消滅する。倒すためにはもじもんの力が必要となるため、通常の生放送では戦いに協力してもらうためにもじもんを仲間にする必要がある。2017年度では大事にしていた言葉が抜けており、2018年度では心に壁ができている。

#### 敵

##### 闇のもじ守
守守団と対峙した4人の悪のもじ守たちで2017年度の敵対勢力。元々は何らかの負の感情や欲望を抱えた人間で、毎回、各々が何らかの形で入手した闇の袋とじの力を使い、「暗黒の歌」と「憎しみの心」でもじもんをもじ魔獣に変えてその力で世界を滅亡させようと企む。後に2017年度の闇のもじ守は禍禍団が送り込んできた刺客であり、全員がドクター（までぃえす）に利用されていた被害者だったと判明する。また、どみねすとろんぐをもじ魔獣に変えたのも闇のもじ守であることが判明した。
オンリー・ロンリー・ローリー（演：ROLLY）
「天才てれびくんY」に乱入してきたミュージシャンで、最初の闇のもじ守。腐のもじもん・ふてくさーるをもじ魔獣にし、世界を腐らせようと企む。ソーリーという双子の弟(ROLLYとの二役)がいる。
純粋に音楽を愛するが、バンド仲間に裏切られて自身が作曲した曲を盗まれ、ネットで自分の曲を紹介するも、酷いコメントで滅多打ちにされ、全てを恨むようになった過去がある。
ふてくさーるが元の姿に戻ったことで敗北。世界を腐らせる野望は打ち砕かれ、ふてくさーるから「自分と置かれた立場が似ている」ことを理由に同情する言葉をかけられ、自ら負けを認めて去っていった。その後、愛のミュージシャンとなって、愛の花を咲かせるようなすばらしい曲を作って地道にやっていくことになった。
銀沢アイスかずこ（演：黒沢かずこ（森三中））
氷のもじもん・れいかを誘拐した犯人で、2人目にして唯一の女性の闇のもじ守。
以前はフィギュアスケート選手で、その時の名前は金沢かずこ。大事な大会で流す曲のカセットテープを間違えて（本当は『白鳥の湖』だったが、リラックスのために聴いていた『スーダラ節』のテープをスタッフに渡してしまう）失格となってしまい、その後逃げるようにスケートを捨て失踪し、ナイトクラブのダンサー→アイスキャンディー屋→エステサロン→カラオケボックスのスタッフと転職を繰り返していた。だがことごとくうまくいかず自棄を起こしてれいかをもじ魔獣にし、世界を氷漬けにしようと企む。
一同を陥れるために高田の中継をジャックしてれいかのもじ魔獣が完全体になる日を予告したり、みずえのファンを自称して盗聴器入りの水瓶を渡し、れいかのみずえに対する負の感情を利用してもじ魔獣を巨大化させるという狡猾な面もある。
れいかのもじ魔獣は完全体にして襲い掛かるが、もじもんと守守団の奮闘によりれいかが元の姿に戻ったことで敗北。世界を氷漬けにする野望を打ち砕かれたことで「アイスショーを台無しにされた」と僻んでいたが、れいかに「凍りついた世界で独りぼっちのアイスショーをしても寂しいだけ」という指摘と夢が破れた事への同情の言葉をかけられると素直に去っていった。その後、ダンサーの朝日ダンスたいちと手を組み社交ダンスの道を歩む。
シロッキークロッキー（演：くっきー（野性爆弾））
画家を名乗る3人目の闇のもじ守で本名は白木黒蔵。クリーニング店を営む克也という兄がいるほか、後述するように母親の存在も明言されている。
当初は「『汚』のもじ魔獣に襲われた」と言ってそれに唯一対抗できるという白のレアもじもん「ほわないと」を仲間にするべく、ほわないとの召喚に必要な「原色戦隊もじレンジャー」の3体のもじもん（『赤』のもじもん『れっどれお』、『青』のもじもん『ぶるーく』、『緑』のもじもん『ぐりんきゅあら』の3体）を探すことを依頼。風変わりな外見だが、毎回絵を描いててれび戦士にアドバイスをするなど表向きはいい人に見えた。しかしその真の目的はほわないとをもじ魔獣に変えてその力で世界中を真っ白にして人々を白けさせたり、人々の言葉を告白させたりし、世界中を真っ白に染めて母親の絵で埋め尽くすことであり、最初に彼が襲われたと言っていた『汚』のもじ魔獣の話はすべて立花団長と守守団全メンバーを騙すための真っ赤な嘘だった。
幼い頃から絵を描くことが大好きだったが自分の描く絵は周りに受け入れられず、母親（演：柴田理恵）だけが自分の絵のセンスの唯一の理解者であり、その母親が1年前に亡くなった事が暴走のきっかけである。
また、もじレンジャーを白くさせ動きを封じる、もじ魔獣化したほわないとを操ってモジゲン空間の入り口を消す、ほわないとの友人という立場につけ込んでかめんれおんを脅迫し立花団長のお宝を奪わせるなど狡賢い作戦が多い。
決戦では周囲を白黒にしてもじもんの攻撃を封じたり、アイテム送信を妨害などで優勢になるも、出張茶の間戦士の活躍で挽回されもじ魔獣が停止。復活させようと漂白剤を持ってくるが、間に合わずほわないとを元に戻され敗北し泣き崩れたが、兄の克弥とほわないとの励ましで謝罪した。
夢見崎★（すたー）体育（演：岡崎体育）
YouMEITube(名前の元ネタはYouTube)の『夢見崎チャンネル』で動画を配信している（ただし後述の理由から動画配信者というよりパラサイトシングルに近い）4人目にして最後の闇のもじ守。熱海の旅館「湯加減よさ荘」を経営する湯加減よし子の息子で、本名は湯加減ほど吉。
『名』のもじもん・なまえんじぇるを「暗黒の歌」と「憎しみの心」でもじ魔獣化させ、人名や地名、名所など様々な「名前」を操る悪事を行って動画視聴者を増やしていたが、その真の目的は全世界で一番有名になるためである。当初は遊び感覚でやっており、わざわざ事件の真相がわかる動画を投稿したり、もじもんをアジトではなく人目につく公園でもじ魔獣に変えるなどだったが、次第に自分の名言を名言集に載せなかったきのこのこに八つ当たりしたり、守守団を食った言動をし、さらに太陽を『暗陽（くらいよう）』に変えて人々を陰気にさせたり夢見崎自身の顔そっくりの『夢見崎SAN』に変えたり、立花団長ら多数の人物の名前を消すことで記憶を奪うなどエスカレートしていった。
かつてなまえんじぇるから「夢見崎★体育」の名前をもらっており、2ヵ月前に改名後も売れなかったことに対してなまえんじぇるに文句を言った後、何者かに闇の袋とじを送られなまえんじぇるをもじ魔獣化させるに至ったことが明らかにされる。
決戦でなまえんじぇるのもじ魔獣は完全体となり守守団と交戦。激闘の末なまえんじぇるが元の姿に戻ったことで敗北し、月江譲二、荒石みなみ、露鳩出仁郎ら有名人を誘拐していたことや惨めな敗北者という醜態を日本中に晒す形で有名になってしまった。敗北後には夢が破れて落ち込み、立花団長にも罵声を浴びせられ不貞腐れていたが、もじもん達の励ましを受け元気を取り戻した。しかし、突然までドクター（までぃえす）が乱入し、実は夢見崎(それ以前に登場した3人の闇のもじ守も)はいいように利用されていた被害者に過ぎなかったということが判明した。
その後、名前を湯加減ほど吉に戻し、旅館の手伝いしながら「立派なYOUチューバーになる」と地道な努力をするようになった。
大祀、晃（演：天照）
かつてどみねすとろんぐをもじ魔獣に変えた張本人である2人組の闇のもじ守。回想シーンでもじ魔獣を生み出す場面と裕之心に動きを止める札を貼られて倒れる場面のみの登場だったため、どのような経緯で闇落ちしたか、及びもじ魔獣を倒された後の去就については謎である。なお、最終決戦でどみねすとろんぐのもじ魔獣の心の中のにあった2人の映像を見たてれび戦士・向は「見るからに悪そう」と発言していた。
闇のもじ守によってもじ魔獣に変異させられたもじもん
腐のもじもん・ふてくさーる（声：宮田幸季）
氷のもじもん・れいか（声：かないみか）
白のもじもん・ほわないと（声：下和田ヒロキ）
名のもじもん・なまえんじぇる（声：悠木碧）
関連用語や関係者
闇の袋とじ
闇のもじ守が所持している袋とじ。表紙部分には「閲覧禁止」と書かれ、中にはもじ魔獣を生み出す方法が記されている。元々はもじてんに綴じられていたが、立花団長がもじてんを持ち出してうたた寝していた間に行方不明になってしまった。その後ローリーの手元に渡って彼の元から消えて以降行方が分からなくなっていたが、ドクター（までぃえす）の手によって夢見崎★体育の元へ郵送されていたことが判明する。その後、ゆらがとれじゃーのの羽の力を使い無事に回収して奪還に成功するが、ドクター（までぃえす）が「人の体を使い最強のもじ魔獣を生み出す新システムを完成させたため用済み」という理由で燃やしてしまった。
ソーリー（演：ROLLY）
ローリーの双子の弟。てれび戦士に兄の暴走の経緯を話し、兄の暴走の阻止を託した。
白木克也（演：ロッシー（野性爆弾））
シロッキークロッキーの兄でクリーニング店を経営している。てれび戦士に弟の暴走の経緯を話し、弟の暴走の阻止を託したが、生放送では守守団に協力した。
シロッキークロッキーの母（演：柴田理恵）
シロッキークロッキー及び白木克也の母。本名は不明。シロッキークロッキーにとっては自分の絵を唯一褒めてくれる存在であり、心の支えとなる存在でもあったが1年前に他界した。そして心の支えを失ったシロッキークロッキーは暴走してしまうことになった。
月江譲二（演：渋江譲二）
荒石みなみ（演：仙石みなみ）
露鳩出仁郎（演：テル）
月江はドラマ「逃げるは弱虫！役立たず！」に出演する俳優、荒石は同ドラマに出演する女優、露鳩は同ドラマの監督。記者会見中にもじ魔獣を操る夢見崎によって高田共々名前と記憶を奪われてしまい、それぞれ「バイトB」「ファン1号」「バイトC」と勝手な名前を付けられ雑用にされてしまう。最終的になまえんじぇるが浄化された際に高田の名前と記憶が戻っていた事から、描写こそないが3人とも名前と記憶が戻ったものと思われる。
なおドラマ「逃げるは弱虫！役立たず！」の元ネタは「逃げるは恥だが役に立つ」、月江と荒石のモデルはそれぞれ星野源と新垣結衣である。
バイトD(仮称)（演：KAZMA SAKAMOTO）
夢見崎が先述の3人と立花団長を雑用にした後に手駒にしたと思われる男性。夢見崎に名前を奪われた被害者の中で唯一本名と肩書きが分からない人物。最後まで本名が明かされることはなかったが、先述の高田の名前が戻ったことを考えると、彼ももじ魔獣の浄化と同時に名前が戻ったものと思われる。
湯加減よし子（演：村木よし子）
熱海の旅館「湯加減よさ荘」の旅館主を勤めている、夢見崎の母親。息子が家業を全く手伝わないことを憂いているようで、劇中では親子で口論になることや、動画配信中に買い物を頼んだりする場面があった。

##### 禍禍団
人間に牙をむく闇のもじもん達の組織で2018年度の敵対勢力。人間の体を乗っ取り、最強のもじ魔獣を生み出す新システムを完成させ人類を滅ぼし世界征服を企む。その後、もじ魔獣から浄化されたぐれんちとまにーごーるどは改心して離脱し、までぃえすも浄化されて一度は敗走した後に復帰するが、どみねすとろんぐをもじ魔獣化させた後に用済みとなる形で離脱し、残るどみねすとろんぐも浄化されて人間と和解したため、組織としては消滅した。
暴のもじもん・ぐれんち（声：高木渉）
守守団が最初に対峙した右手の姿をしたもじもん。名前の通り乱暴者だが情に厚い一面もある。かつては「暴れストリーム」と呼ばれる動画投稿サイトで「暴」に関する実況動画を投稿しており、「隠された悪事や危険を暴き出し人々を救うヒーロー」になるのが夢だった。しかし3年前にスピード違反を犯したトラック運転手の阿馬れる男（演：あばれる君）の暴走映像を投稿したことで阿馬れる男が勤めていた会社をクビになり、妻にも逃げられたとして彼に恨まれ、「お前は最低な横暴野郎だ!」と罵られたことで自暴自棄になり人間を憎むようになった。目撃した物をガラスや水面に映し出すことができ、秘密や外から見えない物を暴くこともできる。戦闘力も高く、三日三晩に渡ってらっかすたーと戦ったほか、鉄棒を曲げたり、朋橋の体を使って地割れを起こすこともできる。朋橋の体を乗っ取り、彼が持つプロレスの試合に負けた悔しさの感情を利用して五つ首のヒドラのような姿のもじ魔獣となり、その力で一時は守守団を解散寸前に追い込む力を見せた。サナギ化すると全世界の人々が自暴自棄になる暴徒と化す現象を起こし、その後完全体になる。守守団の活躍により元の姿に戻っても相変わらず怒っていたが、阿馬れる男からの「お前のおかげであの子供を殺さずにすんだ」との感謝と謝罪のビデオレターを見て離脱した。
その後は「暴く能力」を活かし、守守団に匿われていた勇の偽物の正体を暴くのに一役買っている。
実は残のもじもん・きのこのこの元カレである。きのこのこが思い出作りのための写真撮影に夢中で自分を見てくれないことに嫌気がさして別れたが、その後もじ化けを発症したきのこのこを救うために守守団に協力を求めた。
金のもじもん・まにーごーるど（声：佐藤利奈）
禍禍団の紅一点で、守守団が2番目に対峙したもじもん。元来は優しく惚れっぽい性格だが、後述の事情から心が荒み強欲な拝金主義者と化していた。ぎんじょるのに思いを寄せており、告白したつもりでいたが、ぎんじょるのが素直になれずちゃんと返事ができなかったため思いがすれ違ってしまう。その後は人間の男性と交際を始めるが、金塊や金銭を生み出す能力をいいように利用されては捨てられることを繰り返した挙げ句、最後の彼氏となった将棋棋士の金田四五六にも、対局での強敵に勝つために賄賂を贈るよう頼まれたのを断ったことで「お前なんか金しか取り柄がないくせに」と罵られたのがとどめの一撃となり、人間を憎むようになった。運動神経が高く、何でも一位になれる。
高橋の体を乗っ取り、彼女が持つ「家族のためのお金が欲しい」という欲望を利用して3つの顔を持つ阿修羅のような姿のもじ魔獣となり、その力で富士山を金山に変え、ニュース深追いを乗っ取り、サナギ化してからは金に物を言わせ守守団本部を含めた土地を買収し、最後には食べ物やあらゆる物を金に変えてしまい動けなくさせた。決戦にて「これからもずっと一緒にいたい!大好きだ!」とのぎんじょるのの愛の告白を受けて号泣しながら元の姿に戻り、これまでの行いを謝罪した上で離脱した。
魔のもじもん・までぃえす（声：阪口周平）
禍禍団のリーダー・ドクターの正体である白衣とゴーグルをつけた黒猫の姿のもじもん。冷酷非道かつ極めて狡猾な性格だが、鯛焼きが好物というお茶目な一面もある。かつてほうほうほうしと共に、村で村人たちに魔法を披露して様々な恵みをもたらし楽しませていた。しかしある時制御役のほうほうほうしの不在中に子供たちに「大きな温泉を作ってほしい」と頼まれ、温泉を湧かせるが力が暴走して村を水没させてしまい、それによって村の大人たちから「悪魔」と罵られた上、頼み事をした子供たちからも大人たちに責められることを恐れて責任を押しつけられ、自身の良心ともいえる心石を捨てると同時に人間を激しく憎むようになった。
勇の体を乗っ取って暗躍し、心が荒んだ人間に闇の袋とじを送りつけて闇のもじ守なる刺客に仕立てていたが、守守団の活躍で闇のもじ守となった4人が敗れた後、人間の負の感情を利用して最強のもじ魔獣を生み出すシステムを完成させて本格的に活動を開始。しかしぐれんちとまにーごーるどまでもが改心して離脱するという状況になった後、仮面を脱いで素顔を見せた。ぎらみーとまねしんぼうの合体技「真実の鏡」で正体が暴かれると同時に勇の「レーサーになるという夢が叶わなかった」という負の感情を利用して自らもじ魔獣化し、僅か一週間でサナギ化。勇の意識を操り、ドクターの杖のダウンサイジング版の魔法の杖をばらまき、使った者の身近な人間を消滅させて守守団を圧倒した。決戦では目覚めの言葉「悪魔なんかじゃない」を突き止められて混乱し、最後の足掻きとして勇の体を使ってもじ守の筆の発動を防ごうとするも、間に合わず元の姿に戻されて敗北を喫した。
その後も人間への憎しみと不信感は消えずその場から逃亡、禍禍団に復帰してからはどみねすとろんぐをもじ魔獣化させて再び人類を滅亡させようとするが、実はどみねすとろんぐに利用されただけであり、用済みにされる形で離脱。どみねすとろんぐの起こした竜巻で吹き飛ばされてボロボロになった所を守守団に助けられ、ぐれんちとまにーごーるどに引っ張られる形でどみねすとろんぐのもじ魔獣戦に協力した。その際は｢人間を頼るのも意外に悪くない｣と口にするなど、心の傷はだいぶ癒えた模様。
力のもじもん・どみねすとろんぐ（声：竹内良太）
禍禍団の首領である黒騎士の姿をしたもじもんで、肩に3本の矢が刺さっている（これは人間に騙され利用され続けた自分の愚かさを戒めるため）。性格は冷酷で尊大だが、元来は真面目で優しい心の持ち主だった。かつて人々に知力、体力、気力を与え、平和的に共存していたが、やがて人間たちの間で争いが起き、どみねすとろんぐはその力を人々に利用されては捨てられることを繰り返し、挙げ句の果てには争いの種として恐れられ、恨まれ嫌われるようになったことで人間を激しく憎むようになった。そんな折に立花家38代もじ守の裕之心と出会い、｢力なんていらない。友達を助けるのは当然｣という裕之心に心を開き、初めて良好な関係を築き上げることができた。しかし突如現れた大祀と晃によって紫色のスライムのような姿のもじ魔獣に変異させられ、裕之心が力封じの筆を使って元の姿に戻したが友情は崩壊。
22年前では立花家の跡継ぎ(=立花団長)が強大な力を秘めていると噂になり、それを心の底から恐れて幼かった頃の立花団長を誘拐し勇と対峙したが、決死の行動で相打ちとなって勇と共に封印されてしまった。
現代に至り、ぐれんちとまにーごーるどの手で封印が解かれ、までぃえすが敗走すると本格的に活動を開始。復帰したばかりのまでぃえすを利用して再びもじ魔獣となり、までぃえすを吹き飛ばした後、さらにはまでぃえすが制御下に置くために送り込んだ強大な魔力も通用しない強敵となる。
最終決戦で目覚めの言葉｢心之友｣を突き止められて元の姿に戻ると同時にずっと肩に刺さっていた矢も抜け、立花団長と小島主任を禍禍団のアジトへ飛ばし誘拐したことを謝罪。最後は守守団の魅力が伝わり、人間に対する憎しみを捨てて優しい心を取り戻した。
その後2019年度では邪悪な力を感じて単身字源の間に乗り込むが、怨君の攻撃を受けバケピタンを与えても再発する特殊なもじ化けを発症し、最後は数体のもじもんと共に怨君の攻撃から立花団長たちを庇って完全に消滅。その後、怨君の消滅によって復活を遂げた。
もじ魔獣化に利用された人物
ドクター（演：堀部圭亮）
禍禍団のリーダーである謎の仮面男。奇怪な形の長い杖を持っている。
挨拶代わりに遊蔵を強襲して負傷させ、守守団に完全な宣戦布告宣言。手始めにもじ魔獣生成の一環として朋橋弘至と高橋メアリーの2人を拉致して闇のもじもんと融合させる。兎を勇の姿に変えて守守団へ送り込み立花団長の気持ちを踏みにじる他、仲間であるはずのぐれんちやまにーごーるどの失敗や離脱を嘲笑い、もじ魔獣がサナギ化したら分離した朋橋や高橋を道端に捨てるなど、敵味方関係なく他者を道具扱いする冷酷非情な面もうかがえる。一方、甘い物好きだったり、守守団との料理勝負にぐれんちが負けた際には項垂れて言葉も出なくなるという純粋な一面を見せることもある。
まにーごーるどのもじ魔獣戦にてついに自ら出陣し交戦。激闘の末まにーごーるどは元の姿に戻ったことで敗北。「後悔することになる」と言って逃走して行方をくらませた後、再び姿を見せると自ら仮面を脱ぎ、正体が立花勇であることを明かす。一方、以前仲間であったぐれんちとまにーごーるどに自分の詳細を守守団にバラされることを見越して口封じのため2体の自分の詳細に関する記憶を消していた。その後ぎらみーとまねしんぼうの合体技「真実の鏡」によって、正体は「魔のもじもん・までぃえすに憑依された立花勇」であることが判明した。
朋橋弘至（演：棚橋弘至）
人気プロレスラー。既婚者かつ一児（長男）の父で、家族を大切にする優しい父親。もじ魔獣を生み出すための素体の1人としてまでぃえすに捕えられ、ぐれんちと融合させられてしまう。
ぐれんちに自分の心の闇を全て吸収しきられた後もじ魔獣と分離し倒れていたところを守守団に保護。「負傷と試合の敗戦で落ち込んでいたところをまでぃえすにつけ込まれていた」ということを明かし、守守団と打ち解けた。しかし、その直後にパパラッチがその様子を撮影。「守守団が裏切った」というニュースが報道され困惑し落ち込んでしまうが、守守団とやさふぇるのフォローにで前向きになり、人々に対して真実を打ち明けたことで守守団の信頼を取り戻すことに成功、チャンピオンへ返り咲くことを決意する。
ぐれんちのもじ魔獣戦には助っ人として協力し、護衛の覆面レスラーを率先して押さえつけ茶の間戦士たちを激励、まにーごーるどの妨害によって愛の電池が金に変えられた際には自ら「発電機つきトレーニングバイク 愛してます1号」を漕いで電池の代わりにエネルギーを送って攻撃の発動に一役買い、守守団の勝利に大きく貢献した。
その後もぐれんちから「てれび戦士を鍛えてくれる先生」として紹介された他、プロレス仲間の真壁刀義と本間朋晃も登場している。
高橋メアリー（演：高橋メアリージュン）
ファッションモデル。エマ（演：丸重寧音）という名前の妹がいるほか、劇中未登場だが母の存在も明かされている。
母の入院費や妹の絵の勉強代のために貧乏に耐えながら働いており、アルバイトに精を出す真面目な性格。もじ魔獣を生み出すための素体の1人としてまでぃえすに捕えられ、まにーごーるどと融合させられてしまう。
サナギフォームになったもじ魔獣が分離したため意識を失い、守守団に保護される。もじ魔獣によって本部を失った守守団に家を貸す中で、交通整備のアルバイトの休憩中に金に困っていたところをまにーごーるどにつけ込まれていたことが明かした。そして「マニマニランド」のチラシを見てシイ飯尾が子供の頃に会った焼き芋屋の人あるであることを思い出し、彼を説得して守守団本部の奪還に貢献した。
もじ魔獣戦にも助っ人として仕事を抜け出して登場し、ぎんじょるのを「ヘタレもじもん」呼ばわりしたまでぃえすを一喝した上で、ぎんじょるのに対して叱咤激励したり、ぎんじょるのが不安になった際には優しく諭して『目覚めの言葉』をつかむきっかけを掴ませたり、力玉を送る際に協力してダンスを踊るなど、ぎんじょるののサポート役として守守団の勝利に大きく貢献した。その後、小島主任がまねしんぼうに見せた雑誌の表紙を飾る他、「立花団長 VS 小島主任」対決でも立花団長軍として参加した。
演じた高橋は次回作「天才てれびくんhello,」でメアリーエンジを演じている。
関連用語や関係者
儀式の間
禍禍団がもじ魔獣を生み出す儀式を行う部屋。
策略の間
禍禍団が作戦会議を行う場所。中央にモニターがある。

##### モジゲン空間の住人
モジゲン空間のアジトで謎の装置を使いもじ化け現象を起こす2019年度の敵対勢力。「モジール王子チャンネル」→「モジールTV」といったチャンネル名で動画を投稿することがある。
モジール王子（演：徳永ゆうき）
タコ大王の息子。中国の王族風のような衣装で、謎の装置「モジゲンレコード」を用いて漢字を操り、「もじ化け」を引き起こした張本人。かなり能天気な性格で、明るく人懐っこい一方で極めて幼稚で自己中心的な享楽主義者。一人称は「ボクちん」だが、後述の凶悪化した際は「我輩」だった。オンくんから指摘されるまで自分が悪事をしていることに気づいていなかったが、構わず今回の騒ぎを楽しんでいた。その一方で研究熱心かつ高い技術力を持っており、8歳でオンくんを作成したという過去を持つ。また、小島主任が「もじ化けからもじもんを救おうとする守守団の一員で敵だ」とオンくんに言われても小島主任に近づこうとする恋に一途な面や、小島主任と似ても似つかない似顔絵を描いてしまうという絵が下手な面を見せることもあった。
かつて人間界で漢字の修行をしていたが漢字の読み書きが大の苦手で、先生や周りの生徒に「漢字王子じゃなくて勘違い王子」とからかわれて傷つき、習字教室を飛び出してしまう。その後13歳の頃に演歌歌手のシュージ山本（演：エハラマサヒロ）に弟子入りして演歌歌手を志すが、オーディションで歌詞の漢字をことごとく読み間違えて落選、そこでシュージから「何が『漢字王子』だっ!?」となじられたことでトラウマを刺激されて逃げるように彼の下を去る。その後モジゲンレコードの封印を解いて（この時に既にモジゲンレコードの影響を受けていた模様）現在に至る。
小島主任との結婚式と意気込んだモジルスーツ2号が倒され小島主任に歪んだ思いを一蹴された後、慰めるための守守団の行動が裏目に出て怒り狂った所にモジゲンレコードから発せられた闇のオーラを浴びて凶悪化し、顔に黒い隈取りができて冷酷な性格に豹変（声質も変わっている）、「漢字ももじもんも人間も全て滅ぼしてやる」と宣言。親友であるはずのオンくんをもリセットしようとする。3度に渡るモジルスーツとの戦いに敗北したことにより、モジルスーツから放出された闇のオーラに包まれたことで初期化中のオンくんに助けを求めつつ消滅したかと思われたが、消滅する寸前にいきるーとに救助され何とか幽体離脱に留まる。そしてカキトリーヌ王女と入れ替わる形で復活し、様々な困難や勇気の試練を乗り越えて謝罪、怨君の暴走を止めるべく守守団側に協力を約束。小島主任と協力して新たな発明品を作るなど貢献し、最終決戦ではオンくんのマイクを使って歌と共に説得し怨君の弱体化に貢献した。
最終決戦後は残されたオンくんのマイクロチップを元に「オンくん2号」として作り直す形で蘇らせ、オンくんと共に今回の事態を改めて謝罪した。
オンくん→怨君（声：キンタロー。、操演：菊池信二）
モジール王子の友達のお手伝いロボット。赤いボディで人間体型のタコといった感じの外見。公式サイトによるとモジール王子が8歳の時に作った模様で彼との仲は良いらしいが、「人間に迷惑をかけている」という自分の指摘に耳を傾けず、懲りる様子もなく悪戯を続ける王子に憂いている様子が見られた。基本的に王子を咎めたり同情したりしていることが多いが、時には王子の態度に匙を投げることもあった。頭のアンテナはマイクになっていて、カラオケは1000点満点まで採点できる。元は壊れた冷蔵庫を改造して生まれた模様。
モジール王子が凶悪化してからは自身がリセットされることを知って一旦モジール王子の元から離反する。守守団の仲間になるかどうか悩みつつ、自らの意思で初期化しようとするがモジール王子の消滅(実際は幽体離脱)により緊急停止した。その後モジール王子が消滅したことを知って漢字と人間に激しい憎しみを持つようになり、モジゲンレコードから発せられた闇のオーラを浴びて怨君に変異。モジール王子のことすら忘れ去り、全てのもじもんをまとめてもじ化けさせるなど強大な力で世界を破滅に追い込もうとする。
怨君としての姿はオンくんの頭部が上下2つに分かれた形で下顎に当たる部分にオンくんの名残の目と口が、上部には不気味な赤く光る目が2つあり、主に体の下部からコード状の触手が多数生え、本体から離れ浮遊する形で緑色の大きな2つの手と、多数のタンクかボンベ状のビットのような物がある。
最終決戦で闇のオーラの正体が感情を暴走させるものということが発覚。モジール王子の歌と説得でオンくんの心が戻りかけて弱体化した後、超力玉でパワーアップした力封じの筆で完全に正気に戻った(姿は怨君のままだった)。しかし、まだ残っていた感情を暴走させる闇のオーラを道連れにするため、自動消去プログラムでマイクロチップを残して自ら消滅した。
その後、モジール王子によってマイクロチップを元に「オンくん2号」として復活。怨君化した際の記憶はなかったものの、迷惑をかけたことを謝った。
モジルスーツの燃料となったもじもん
火のもじもん・もゆる（声：國立幸）
小島主任へのラブレターをバカにされたことに怒ったモジール王子によってもじ化けさせられ、モジゲンレコードに閉じ込められてしまう。その後字源の間を訪れたたんぐらあと出会い、そのことを伝えるように言った後、偶発的に小島主任型ロボットに吸い込まれモジルスーツ化。6月の決戦に勝利したことで無事に助け出された。
機のもじもん・からくりこん（声：阿部里果）
最強のモジルスーツを作ろうとしたモジール王子に目を付けられたことでもじ化けさせられ、モジゲンレコードに閉じ込められてしまい、翌週にモジルスーツ化。10月の決戦に勝利したことで無事に助け出された。
生のもじもん・いきるーと（声：下山吉光）
モジール王子を慰めるためいきるーとに扮したてれび戦士・生に（結果的に）騙されたことで怒ったモジール王子によってもじ化けさせられ、モジゲンレコードに閉じ込められてしまい、一か月後にモジルスーツ化。12月の決戦に勝利したことで無事に助け出されると同時に、闇のオーラを放出した。
関連用語
字源の間
モジール王子たちのアジト。実はモジゲン遺跡の一部だった。
モジゲンレコード
字源の間の中に厳重に封印されていた箱形の装置。起動させると天面のモニターにターゲットとなる漢字が映り、そこに専用の筆を用いて漢字に手を加えることにより、もじ化けを発生させる。逆に専用の筆で漢字を元に戻すことでもじ化けを治すことも可能。また、もじ化けさせられた後に守守団が救出できなかったもじもんたちはこの中に閉じ込められ、モジルスーツ戦ではモジール王子が使役、もしくはモジールコードの箱に閉じ込められる。実はモジゲン遺跡の一部で、モジール王子が封印を解いたことが発覚。最終決戦では大悟研究員とノブ研究員の調査により、モジール王子の凶悪化やオンくんの暴走の原因となった闇のオーラが負の感情を暴走させるものだったことが判明し、オンくんの自動消滅プログラムによって闇のオーラが消滅。カキトリーヌ王女によって再び封印された。
闇のオーラ
全ての元凶と言える負の感情をオーラ化させた物（その点から『Let's』の次元ホールに相当）。紫がかった霧のような見た目で、赤く鋭い目のようなものがついている。シーズン3では王子、最終章ではオンくんに取りつき狂暴化させた。最終的にカキトリーヌ王女によって再び封印されたが、その正体は最後まで不明だった。
モジルスーツ
もじ魔獣に代わる新たな脅威。モジール王子が制作したロボットのコアにもじ化けによってモジゲンレコードに閉じ込められたもじもんを取り込むことで誕生する。最初に完成したモジルスーツ1号は、本来は小島主任型ロボットとして製作する予定だったが、誤作動によりモジゲンレコードに閉じ込められたもゆるがコアに吸い込まれ、それをモジール王子が怒って叩いたことで偶発的に完成した。取り込まれたもじもんは燃料になっており、燃料が尽きるとそのもじもんが完全消滅する。救出するにはまずアンテナを破壊して、バケピタンを穴に入れてもじ化けを治した後に、「力玉」を使って脱出させなければならない。成功すると空っぽになったモジルスーツは消滅するが、モジルスーツ3号のみ消滅の際に闇のオーラを放出した。
タココプター
タコの形をした小型ドローンヘリのようなもので、毎回これを使ってもじ化け現象を見ることができる。
タコ大王
モジゲン空間に棲む謎の巨大タコ型生物で、モジール王子とカキトリーヌ王女の父。もじもんたちからは「タコ大王様」と呼ばれていて、主として崇拝されている。木曜の生放送で毎回もじもんを仲間にする木曜生放送の探索ミッションに乱入してはさまざまなお邪魔を行い、守守団を困惑させる。タイムリミットの午後6時52分（ただし、第49週ではこの代わりに警備員が集まってしまう午後6時54分にタイムリミットが変更された）になると眠りにつくために海から飛び出してきて、モジゲン空間からたこ8号と海鮮隊を追い出す。また、回によってはタコ大王を利用してミッションを進めるパターンも存在する。第86週ではタコ大王の人間態らしき人物が登場した。

### スタッフ
- 構成
  - 小林雄次（2017年度 - 2018年度）
  - 竹村武司（2017年度 - 2019年度）
  - 向田邦彦（2019年度）

### 放映リスト

#### 2017年度
| 週 | 漢字 | もじもん                 | 放送期間                  | 脚本         |
| -- | ---- | ------------------------ | ------------------------- | ------------ |
| 01 | 肉   | にくそん                 | 2017年04月03日 - 04月06日 | 小林雄次     |
| 02 | 木   | きふじんぬ               | 2017年04月10日 - 04月13日 | 小林雄次     |
| 03 | 鉄   | てつまる                 | 2017年04月17日 - 04月20日 | 竹村武司     |
| 04 | 鮮   | せんこ                   | 2017年04月24日 - 04月27日 | 竹村武司     |
| 05 | 豆   | まめたん                 | 2017年05月08日 - 05月11日 | 小林雄次     |
| 06 | 臭   | すめりー                 | 2017年05月15日 - 05月18日 | 竹村武司     |
| 07 | 歩   | あるくめです             | 2017年05月22日 - 05月25日 | 向田邦彦     |
| 08 | 縁   | えにぼう                 | 2017年06月05日 - 06月08日 | 内田わくわく |
| 09 | 腐   | ふてくさーるのもじ魔獣   | 2017年06月12日 - 06月15日 | 小林雄次     |
| 10 | 宝   | とれじゃーの             | 2017年06月19日 - 06月22日 | 佐東みどり   |
| 11 | 火   | もゆる                   | 2017年06月26日 - 06月29日 | 萩原恵礼     |
| 12 | 滑   | すべるーかす             | 2017年07月03日 - 07月06日 | 向田邦彦     |
| 14 | 固   | かたまじろ               | 2017年09月04日 - 09月07日 | 小林雄次     |
| 15 | 水   | みずえ                   | 2017年09月11日 - 09月14日 | 萩原恵礼     |
| 16 | 氷   | れいかのもじ魔獣         | 2017年09月18日 - 09月21日 | 萩原恵礼     |
| 17 | 赤   | れっどれお               | 2017年10月02日 - 10月05日 | 竹村武司     |
| 18 | 青   | ぶるーく                 | 2017年10月09日 - 10月12日 | 小林雄次     |
| 19 | 緑   | ぐりんきゅあら           | 2017年10月16日 - 10月19日 | 向田邦彦     |
| 20 | 城   | しろのじょう             | 2017年10月23日 - 10月26日 | 内田わくわく |
| 21 | 筆   | ふでじい                 | 2017年11月06日 - 11月09日 | 小林雄次     |
| 22 | 面   | かめんれおん             | 2017年11月13日 - 11月16日 | 小林雄次     |
| 23 | 玉   | たまみ                   | 2017年11月20日 - 11月23日 | 向田邦彦     |
| 24 | 馬   | ぱかぽん                 | 2017年12月04日 - 12月07日 | 竹村武司     |
| 25 | 白   | ほわないとのもじ魔獣     | 2017年12月11日 - 12月14日 | 竹村武司     |
| 27 | 札   | ふだざえもん             | 2018年01月08日 - 01月11日 | 小林雄次     |
| 28 | 時   | ときお                   | 2018年01月15日 - 01月18日 | 向田邦彦     |
| 29 | 前   | まえた                   | 2018年01月29日 - 02月01日 | 竹村武司     |
| 30 | 残   | きのこのこ               | 2018年02月05日 - 02月08日 | 小林雄次     |
| 31 | 明   | あかりん                 | 2018年02月19日 - 02月22日 | 向田邦彦     |
| 32 | 名   | なまえんじぇるのもじ魔獣 | 2018年02月26日 - 03月01日 | 小林雄次     |

#### 2018年度
| 週 | 漢字 | もじもん                   | 放送期間                  | 脚本       |
| -- | ---- | -------------------------- | ------------------------- | ---------- |
| 34 | 宝   | とれじゃーの               | 2018年04月02日 - 04月05日 | 小林雄次   |
| 35 | 防   | ぼうてる                   | 2018年04月09日 - 04月12日 | 小林雄次   |
| 36 | 風   | かぜーとん                 | 2018年04月16日 - 04月19日 | 萩原恵礼   |
| 37 | 動   | どぅーろん                 | 2018年04月23日 - 04月26日 | 竹村武司   |
| 38 | 落   | らっかすたー               | 2018年05月07日 - 05月10日 | 吉田恵里香 |
| 39 | 走   | はしろう                   | 2018年05月14日 - 05月17日 | 萩原恵礼   |
| 40 | 食   | たべたいたん               | 2018年05月21日 - 05月24日 | 向田邦彦   |
| 41 | 優   | やさふぇる                 | 2018年06月04日 - 06月07日 | 小林雄次   |
| 42 | 暴   | ぐれんちのもじ魔獣         | 2018年06月11日 - 06月14日 | 小林雄次   |
| 43 | 探   | たんぐらあ                 | 2018年06月18日 - 06月21日 | 竹村武司   |
| 44 | 曲   | くせまがり                 | 2018年06月25日 - 06月28日 | 萩原恵礼   |
| 45 | 直   | なおらいなー               | 2018年07月02日 - 07月05日 | 萩原恵礼   |
| 46 |      | 特別編                     | 2018年07月09日 - 07月12日 | 向田邦彦   |
| 47 | 運   | うんじゃみぃ               | 2018年09月03日 - 09月06日 | 竹村武司   |
| 48 | 山   | がくざん                   | 2018年09月10日 - 09月13日 | 小林雄次   |
| 49 | 歩   | あるくめです               | 2018年09月17日 - 09月20日 | 冨坂友     |
| 50 | 持   | もつらべぇ                 | 2018年10月01日 - 10月04日 | 竹村武司   |
| 51 | 銀   | ぎんじょるの               | 2018年10月08日 - 10月11日 | 萩原恵礼   |
| 52 | 金   | まにーごーるどのもじ魔獣   | 2018年10月15日 - 10月18日 | 萩原恵礼   |
| 53 | 時   | ときお                     | 2018年10月28日 - 11月01日 | 向田邦彦   |
| 54 | 真   | まねしんぼう               | 2018年11月05日 - 11月08日 | 竹村武司   |
| 55 | 鏡   | ぎらみー                   | 2018年11月12日 - 11月15日 | 小林雄次   |
| 56 | 面   | かめんれおん               | 2018年11月19日 - 11月22日 | 萩原恵礼   |
| 57 | 法   | ほうほうほうし             | 2018年12月03日 - 12月06日 | 小林雄次   |
| 58 | 魔   | までぃえすのもじ魔獣       | 2018年12月10日 - 12月13日 | 小林雄次   |
| 60 | 玉肉 | たまみ / にくそん          | 2019年01月07日 - 01月10日 | 竹村武司   |
| 61 | 勇   | いさましうす               | 2019年01月14日 - 01月17日 | 向田邦彦   |
| 62 | 遊   | あそびっくりん             | 2019年01月28日 - 01月31日 | 吉田恵里香 |
| 63 | 友   | とぅーもん                 | 2019年02月04日 - 02月07日 | 萩原恵礼   |
| 64 | 魔   | までぃえす                 | 2019年02月18日 - 02月21日 | 小林雄次   |
| 65 | 力   | どみねすとろんぐのもじ魔獣 | 2019年02月25日 - 02月28日 | 小林雄次   |
| 66 |      | 2018年度 完結編            | 2019年03月04日 - 03月07日 | 小林雄次   |

#### 2019年度
| 週 | 漢字 | キャラクター                            | 放送期間                  | 脚本       |
| -- | ---- | --------------------------------------- | ------------------------- | ---------- |
| 67 | 残   | きのこのこ                              | 2019年04月01日 - 04月04日 | 向田邦彦   |
| 68 | 防   | ぼうてる                                | 2019年04月08日 - 04月11日 | 竹村武司   |
| 69 | 禁   | きんじー                                | 2019年04月15日 - 04月18日 | 萩原恵礼   |
| 70 | 風   | かぜーとん                              | 2019年04月22日 - 04月25日 | 小林雄次   |
| 71 | 前   | まえた                                  | 2019年05月06日 - 05月09日 | 竹村武司   |
| 72 | 中   | なかぴ                                  | 2019年05月13日 - 05月16日 | 萩原恵礼   |
| 73 | 火   | もゆる                                  | 2019年05月20日 - 05月23日 | 向田邦彦   |
| 74 | 滑   | すべるーかす                            | 2019年06月03日 - 06月06日 | 小林雄次   |
| 75 | 探   | たんぐらあ                              | 2019年06月10日 - 06月13日 | 田辺茂範   |
| 76 | 辛   | つらっしー                              | 2019年06月17日 - 06月20日 | 竹村武司   |
| 77 | 氷火 | れいか / もゆるのモジルスーツ           | 2019年06月24日 - 06月27日 | 向田邦彦   |
| 78 | 恐   | おそれっくす                            | 2019年07月01日 - 07月04日 | 萩原恵礼   |
| 79 | 白   | ほわないと                              | 2019年07月08日 - 07月11日 | 向田邦彦   |
| 81 | 落   | らっかすたー                            | 2019年09月09日 - 09月12日 | 竹村武司   |
| 82 | 機   | からくりこん                            | 2019年09月16日 - 09月19日 | 向田邦彦   |
| 83 | 銀   | ぎんじょるの                            | 2019年09月30日 - 10月03日 | 小林雄次   |
| 84 | 動機 | どぅーろん / からくりこんのモジルスーツ | 2019年10月07日 - 10月10日 | 萩原恵礼   |
| 85 | 生   | いきるーと                              | 2019年10月14日 - 10月17日 | 竹村武司   |
| 86 | 文字 | モジール王子                            | 2019年10月21日 - 10月24日 | 田辺茂範   |
| 87 | 明   | あかりん                                | 2019年11月04日 - 11月07日 | 向田邦彦   |
| 88 | 音訓 | オンくん                                | 2019年11月11日 - 11月14日 | 萩原恵礼   |
| 89 | 真   | まねしんぼう                            | 2019年11月18日 - 11月21日 | 小林雄次   |
| 90 | 豆   | まめたん                                | 2019年12月02日 - 12月05日 | 吉田恵里香 |
| 91 | 山生 | がくざん / いきるーとのモジルスーツ     | 2019年12月09日 - 12月12日 | 竹村武司   |
| 93 | 力   | どみねすとろんぐ                        | 2020年01月06日 - 01月09日 | 向田邦彦   |
| 94 | 愛   | ごっとまーま                            | 2020年01月13日 - 01月16日 | 竹村武司   |
| 95 | 勇   | いさましうす                            | 2020年01月27日 - 01月30日 | 小林雄次   |
| 96 | 遊   | あそびっくりん                          | 2020年02月03日 - 02月06日 | 萩原恵礼   |
| 97 | 友   | とぅーもん                              | 2020年02月17日 - 02月20日 | 向田邦彦   |
| 98 | 怨君 | 怨君 / オンくん                         | 2020年02月24日 - 02月27日 | 向田邦彦   |
| 99 |      | 最終週                                  | 2020年03月02日 - 03月04日 | 向田邦彦   |
| SP |      | 最終回「立花裕大のふしぎな旅」          | 2020年03月05日            | 横浜聡子   |

## YOUミッション

### 概要
Let's時代同様、もじもんが暮らしている「モジゲン空間」を開くため、その週に登場するもじもんのモチーフとなった漢字にまつわるミッションに挑戦する。週のうち2回は守守団の調査員ともに様々なロケで調査・挑戦を行い、1回は千鳥研究員司会のもと、スタジオで調査を行う。

### 2017年度
| 週       | 2017年   | タイトル                                              | 注釈       | 出典      |
| -------- | -------- | ----------------------------------------------------- | ---------- | --------- |
| 肉       | 04月03日 | 肉のもじもんを探せ!!                                  | [ 注 15 ]  | [ * 4 ]   |
| 肉       | 04月04日 | 肉食動物三番勝負!!                                    | [ 注 16 ]  | [ * 5 ]   |
| 肉       | 04月05日 | マッチョと筋肉をきたえろ!!                            | [ 注 17 ]  | [ * 6 ]   |
| 木       | 04月10日 | 生命の水をもじもんの木に届けろ!!                      | [ 注 18 ]  | [ * 7 ]   |
| 木       | 04月11日 | 木を高く積み上げろ!!                                  | [ 注 19 ]  | [ * 8 ]   |
| 木       | 04月12日 | 木とひとつになって演奏しろ!!                          | [ 注 20 ]  | [ * 9 ]   |
| 鉄       | 04月17日 | 鉄の鉄人が持つ鉄バッジをゲットだ!!                    | [ 注 21 ]  | [ * 10 ]  |
| 鉄       | 04月18日 | 鉄で遊び 鉄を知れ!                                    | [ 注 22 ]  | [ * 11 ]  |
| 鉄       | 04月19日 | 鉄分たっぷりの肉と野菜をゲットだ!!                    | [ 注 23 ]  | [ * 12 ]  |
| 鮮       | 04月24日 | 新鮮な魚を手に入れる!                                 | [ 注 24 ]  | [ * 13 ]  |
| 鮮       | 04月24日 | 鮮やかな すしを作る!                                  | [ 注 25 ]  | [ * 13 ]  |
| 鮮       | 04月25日 | 鮮やかなステージセットを作れ                          | [ 注 26 ]  | [ * 14 ]  |
| 鮮       | 04月26日 | 鮮やかなペンライトアートの写真を用意せよ!             | [ 注 27 ]  | [ * 15 ]  |
| 豆       | 05月08日 | 豆の豆知識を学べ!                                     | [ 注 28 ]  | [ * 16 ]  |
| 豆       | 05月09日 | 沖縄ウルトラ豆腐クイズをクリアせよ!                   | [ 注 29 ]  | [ * 17 ]  |
| 豆       | 05月10日 | 電球を作ってまめたんを元気づけろ!                     | [ 注 30 ]  | [ * 18 ]  |
| 臭       | 05月15日 | 臭いのエキスパート 警察犬と仲よくなれ!!               | [ 注 31 ]  | [ * 19 ]  |
| 臭       | 05月16日 | 強烈な臭いのパクチー料理ですめりーをもてなせ!!        | [ 注 32 ]  | [ * 20 ]  |
| 臭       | 05月17日 | 男臭い応援ですめりーを励ませ!!                        | [ 注 33 ]  | [ * 21 ]  |
| 歩       | 05月22日 | たくさんの｢歩の駒｣を集め将棋駒だおしをしろ!           | [ 注 34 ]  | [ * 22 ]  |
| 歩       | 05月23日 | ゾンビ歩きをマスターせよ!                             | [ 注 35 ]  | [ * 23 ]  |
| 歩       | 05月24日 | ｢歩く速さ対決｣に勝利し通汁を取りもどせ!               | [ 注 36 ]  | [ * 24 ]  |
| 縁       | 06月05日 | 縁のもじもん えにぼうを研究せよ!!                     | [ 注 37 ]  | [ * 25 ]  |
| 縁       | 06月06日 | 川越縁起物スタンプラリーで幻のだるまを手に入れろ!     | [ 注 38 ]  | [ * 26 ]  |
| 縁       | 06月07日 | 縁日遊びの腕を磨け!                                   | [ 注 39 ]  | [ * 27 ]  |
| 腐       | 06月12日 | 納豆を手作りしてふてくさーるの力を知れ!               | [ 注 40 ]  | [ * 28 ]  |
| 腐       | 06月12日 | 納豆のびのび選手権をクリアせよ!                       | [ 注 41 ]  | [ * 28 ]  |
| 腐       | 06月13日 | 腐ったゾンビを突破せよ!!                              | [ 注 42 ]  | [ * 29 ]  |
| 腐       | 06月14日 | 人の心を腐らせない言葉を研究せよ!!                    | [ 注 43 ]  | [ * 30 ]  |
| 宝       | 06月19日 | 宝島で8つのアイテムをゲットせよ!! 前編                | [ 注 44 ]  | [ * 31 ]  |
| 宝       | 06月20日 | 宝島で8つのアイテムをゲットせよ!! 後編                | [ 注 45 ]  | [ * 32 ]  |
| 宝       | 06月21日 | 宝島の暗号を解け!!                                    | [ 注 46 ]  | [ * 33 ]  |
| 火       | 06月26日 | 火をおこしてよくもえ〜るを手に入れろ!                 | [ 注 47 ]  | [ * 34 ]  |
| 火       | 06月27日 | 究極のキャンプファイヤーでもゆるをおびき出せ!         | [ 注 48 ]  | [ * 35 ]  |
| 火       | 06月28日 | もゆるのハートに火をつけろ!                           | [ 注 49 ]  | [ * 36 ]  |
| 滑       | 07月03日 | 滑るを体で学べ                                        | [ 注 50 ]  | [ * 37 ]  |
| 滑       | 07月04日 | パントマイムの滑らかな動きをマスターせよ              | [ 注 51 ]  | [ * 38 ]  |
| 滑       | 07月05日 | 円滑なコミュニケーションを学べ!!                      | [ 注 52 ]  | [ * 39 ]  |
| 特 別 編 | 07月10日 | もじもんを徹底研究せよ!                               | [ 注 53 ]  | [ * 40 ]  |
| 特 別 編 | 07月10日 | ダンス WITH YOU 動きに込められた意味を知ろう          | [ 注 54 ]  | [ * 40 ]  |
| 特 別 編 | 07月11日 | もじもんウルトラクイズ                                | [ 注 55 ]  | [ * 41 ]  |
| 特 別 編 | 07月11日 | ダンス WITH YOU かっこよくおどる技をマスターせよ      | [ 注 56 ]  | [ * 41 ]  |
| 特 別 編 | 07月12日 | ダンス WITH YOU ダンスを広めろ!                       | [ 注 57 ]  | [ * 42 ]  |
| 特 別 編 | 07月12日 | れいかを救うもじもんを考えよ!                         | [ 注 58 ]  | [ * 42 ]  |
| 特 別 編 | 07月13日 | マーヴェラスフェス                                    |            | [ * 43 ]  |
| 固       | 09月04日 | 固い食べ物でかたまじろの機嫌をとれ!!                  | [ 注 59 ]  | [ * 44 ]  |
| 固       | 09月05日 | オノよりも固い肩たたきを作れ!!                        | [ 注 60 ]  | [ * 45 ]  |
| 固       | 09月06日 | サラサラの砂を固めてカワイイものを作れ!!              | [ 注 61 ]  | [ * 46 ]  |
| 水       | 09月11日 | 滝行で度胸を見せよ                                    | [ 注 62 ]  | [ * 47 ]  |
| 水       | 09月12日 | 水と根気強くつきあえ!                                 | [ 注 63 ]  | [ * 48 ]  |
| 水       | 09月13日 | ブートキャンプで水鉄砲の腕を上げよ                    | [ 注 64 ]  | [ * 49 ]  |
| 氷       | 09月18日 | カーリングで勝利して交換日記をゲットせよ!!            | [ 注 65 ]  | [ * 50 ]  |
| 氷       | 09月19日 | 氷の宮殿で宝箱のカギをさがせ!                         | [ 注 66 ]  | [ * 51 ]  |
| 氷       | 09月20日 | 燃える氷を作り出せ!                                   | [ 注 67 ]  | [ * 52 ]  |
| 赤       | 10月02日 | 消防士のガチ訓練をクリアせよ!                         | [ 注 68 ]  | [ * 53 ]  |
| 赤       | 10月03日 | 白セットTPに赤い情報を記録せよ!!                      | [ 注 69 ]  | [ * 54 ]  |
| 赤       | 10月04日 | 動物の赤ちゃんをお世話してレッド・オレをゲットせよ    | [ 注 70 ]  | [ * 55 ]  |
| 青       | 10月09日 | 青い海でイルカショーを成功させろ!!                    | [ 注 71 ]  | [ * 56 ]  |
| 青       | 10月10日 | 青い光でクールにはげませ!!                            | [ 注 72 ]  | [ * 57 ]  |
| 青       | 10月11日 | 青ざめずにブランコで空を飛べ!!                        | [ 注 73 ]  | [ * 58 ]  |
| 緑       | 10月16日 | きゅうりを深く知れ!                                   | [ 注 74 ]  | [ * 59 ]  |
| 緑       | 10月17日 | 緑に輝く翡翠を見つけだせ!                             | [ 注 75 ]  | [ * 60 ]  |
| 緑       | 10月18日 | 緑の癒やしパワーたっぷり!コケの魅力を探求せよ!        | [ 注 76 ]  | [ * 61 ]  |
| 城       | 10月23日 | たらい舟をマスターして金のたらいを手に入れよ!         | [ 注 77 ]  | [ * 62 ]  |
| 城       | 10月24日 | チャンバラ合戦で北条氏政を倒せ!!                      | [ 注 78 ]  | [ * 63 ]  |
| 城       | 10月25日 | 武芸を身につけしろのじょうのろう城をとけ!             | [ 注 79 ]  | [ * 64 ]  |
| 筆       | 11月06日 | オリジナルの一筆大悟を描け!                           | [ 注 80 ]  | [ * 65 ]  |
| 筆       | 11月07日 | 遊び心たっぷりのとびきり大きな字を書け!               | [ 注 81 ]  | [ * 66 ]  |
| 筆       | 11月08日 | タコの墨でもじ守の筆をパワーアップさせよ!             | [ 注 82 ]  | [ * 67 ]  |
| 面       | 11月13日 | 顔面を鍛えて団長を爆笑させろ!                         | [ 注 83 ]  | [ * 68 ]  |
| 面       | 11月14日 | カメレオンの生態を探れ!                               | [ 注 84 ]  | [ * 69 ]  |
| 面       | 11月14日 | カメレオンのかくれるテクニックを学べ!                 | [ 注 85 ]  | [ * 69 ]  |
| 面       | 11月15日 | 面子をマスターしてかめんれおんと仲良くなれ            | [ 注 86 ]  | [ * 70 ]  |
| 玉       | 11月20日 | スポーツ玉入れで勝利し たまらんボールをゲットせよ     | [ 注 87 ]  | [ * 71 ]  |
| 玉       | 11月21日 | ピンポン玉でオモシロ動画を作れ!                       | [ 注 88 ]  | [ * 72 ]  |
| 玉       | 11月22日 | シャボン玉のスゴ技をマスターせよ!                     | [ 注 89 ]  | [ * 73 ]  |
| 馬       | 12月04日 | 馬の歌でぱかぽんを起こせ                              | [ 注 90 ]  | [ * 74 ]  |
| 馬       | 12月05日 | 馬とウマを合わせろ                                    | [ 注 91 ]  | [ * 75 ]  |
| 馬       | 12月06日 | 馬にくわしくなれ!                                     | [ 注 92 ]  | [ * 76 ]  |
| 白       | 12月11日 | 謎の顔シャツを真っ白にせよ!                           | [ 注 93 ]  | [ * 77 ]  |
| 白       | 12月12日 | もじ魔獣の影響を受けていない白黒の石をゲットせよ!     | [ 注 94 ]  | [ * 78 ]  |
| 白       | 12月13日 | 30の愛のことばで白のもじもんを救え!                   | [ 注 95 ]  | [ * 79 ]  |
| 特 別 編 | 12月18日 | 正しいはしの使いかたをマスターせよ!                   | [ 注 96 ]  | [ * 80 ]  |
| 特 別 編 | 12月18日 | バク転を決めろ!                                       | [ 注 97 ]  | [ * 80 ]  |
| 特 別 編 | 12月19日 | 苦手なドッジボールを克服せよ!!                        | [ 注 98 ]  | [ * 81 ]  |
| 特 別 編 | 12月20日 | 年忘れ!守守検定試験                                   | [ 注 99 ]  | [ * 82 ]  |
| 特 別 編 | 12月21日 | マーヴェラスフェス〜冬の陣〜                          |            | [ * 83 ]  |
| 週       | 2018年   | タイトル                                              | 注釈       | 出典      |
| 札       | 01月08日 | 競技かるたで勝利せよ!                                 | [ 注 100 ] | [ * 84 ]  |
| 札       | 01月09日 | この世に1枚しかないお札をゲットせよ!                  | [ 注 101 ] | [ * 85 ]  |
| 札       | 01月10日 | マジックをマスターしていやしのジョーカーを手に入れろ  | [ 注 102 ] | [ * 86 ]  |
| 時       | 01月15日 | カッコいい時代劇をつくりあげろ!                       | [ 注 103 ] | [ * 87 ]  |
| 時       | 01月16日 | バブルの時代を学べ!                                   | [ 注 104 ] | [ * 88 ]  |
| 時       | 01月17日 | ピンホールカメラで「時の大切さ」を感じろ!!            | [ 注 105 ] | [ * 89 ]  |
| 前       | 01月29日 | 小島主任が22年前の1月28日に食べた晩ごはんを当てろ!    | [ 注 106 ] | [ * 90 ]  |
| 前       | 01月30日 | なかやまきんに君からまえたのネックレスをゲットせよ!   | [ 注 107 ] | [ * 91 ]  |
| 前       | 01月31日 | 大阪で前向きなエネルギーを集めろ!!                    | [ 注 108 ] | [ * 92 ]  |
| 残       | 02月05日 | 球を残さず落とすビリヤードをマスターしろ!!            | [ 注 109 ] | [ * 93 ]  |
| 残       | 02月06日 | 宙に浮いたままきのこのこを笑わせろ!!                  | [ 注 110 ] | [ * 94 ]  |
| 残       | 02月07日 | 水のアートで心に残る絵を描け!!                        | [ 注 111 ] | [ * 95 ]  |
| 明       | 02月19日 | 犬ぞりをマスターせよ!                                 | [ 注 112 ] | [ * 96 ]  |
| 明       | 02月20日 | 月のランプを明るく光らせろ!                           | [ 注 113 ] | [ * 97 ]  |
| 明       | 02月21日 | 本気の応援で明るいエネルギーを集めろ!                 | [ 注 114 ] | [ * 98 ]  |
| 名       | 02月26日 | まえたの名付けの仕事を手伝え!                         | [ 注 115 ] | [ * 99 ]  |
| 名       | 02月27日 | 名前を思い出す方法を身につけろ!                       | [ 注 116 ] | [ * 100 ] |
| 名       | 02月28日 | 熱海の名所をめぐり夢見崎の居場所を突き止めろ!         | [ 注 117 ] | [ * 101 ] |
| 特 別 編 | 03月26日 | 守守団ベスト10 インパクト賞                           | [ 注 118 ] | [ * 102 ] |
| 特 別 編 | 03月27日 | 守守団ベスト10 せんさいで賞                           | [ 注 118 ] | [ * 103 ] |
| 特 別 編 | 03月28日 | 守守団ベスト10 やってみたいで賞                       | [ 注 118 ] | [ * 104 ] |
| 特 別 編 | 03月29日 | 守守団ベスト10 ほんとにすごいで賞 チャンとせんかい!賞 | [ 注 118 ] | [ * 105 ] |

### 2018年度
| 週       | 2018年   | タイトル                                                 | 注釈       | 出典      |
| -------- | -------- | -------------------------------------------------------- | ---------- | --------- |
| 宝       | 04月02日 | 国宝をめぐる修行の道をゆけ!                              | [ 注 119 ] | [ * 106 ] |
| 宝       | 04月03日 | お宝盗賊団から羽根の秘密を聞き出せ!                      | [ 注 120 ] | [ * 107 ] |
| 宝       | 04月04日 | お宝スタンプラリーで金色の羽根を見つけろ!                | [ 注 121 ] | [ * 108 ] |
| 防       | 04月09日 | 防護服を着てハチミツをゲットせよ!                        | [ 注 122 ] | [ * 109 ] |
| 防       | 04月10日 | 防のもじもんそっくりラーテルクイズ                       | [ 注 123 ] | [ * 110 ] |
| 防       | 04月10日 | ホッケー日本代表のシュートを防げ!                        | [ 注 124 ] | [ * 110 ] |
| 防       | 04月11日 | 防御のワザを身につけろ!                                  | [ 注 125 ] | [ * 111 ] |
| 風       | 04月16日 | 紙飛行機3本勝負で風にのれ!                               | [ 注 126 ] | [ * 112 ] |
| 風       | 04月17日 | かぜーとんが欲しがるすごい風のうちわをゲットせよ!        | [ 注 127 ] | [ * 113 ] |
| 風       | 04月18日 | 風のエネルギーをためろ!                                  | [ 注 128 ] | [ * 114 ] |
| 動       | 04月23日 | ヒーローアクションのかっこいい動きを身につけよ!          | [ 注 129 ] | [ * 115 ] |
| 動       | 04月24日 | フラフープを動かし続けて認定メダルをゲットせよ!          | [ 注 130 ] | [ * 116 ] |
| 動       | 04月25日 | 躍動感のあるかっこいいポーズで写真を撮れ!                | [ 注 131 ] | [ * 117 ] |
| 落       | 05月07日 | 卵を割らずに落とせ!                                      | [ 注 132 ] | [ * 118 ] |
| 落       | 05月08日 | 落語でらっかすたーを笑わせろ!                            | [ 注 133 ] | [ * 119 ] |
| 落       | 05月09日 | 落ちてくるボールをキャッチし秘伝書をゲットせよ!!         | [ 注 134 ] | [ * 120 ] |
| 走       | 05月14日 | 50メートル走で新記録を出せ!                              | [ 注 135 ] | [ * 121 ] |
| 走       | 05月15日 | 走ってちょぶれだのエネルギーをためろ!                    | [ 注 136 ] | [ * 122 ] |
| 走       | 05月16日 | 全力で走り回るゲームでカナタに勝て!                      | [ 注 137 ] | [ * 123 ] |
| 食       | 05月21日 | 巨大プリンを食べてたべたいたんをさがしだせ!              | [ 注 138 ] | [ * 124 ] |
| 食       | 05月22日 | 銚子のキャベツをラップでPRだYO!                          | [ 注 139 ] | [ * 125 ] |
| 食       | 05月23日 | 山ごはんを作って伝説の釜を手に入れろ!                    | [ 注 140 ] | [ * 126 ] |
| 優       | 06月04日 | ウェイターとのレースで優勝して 目覚めの茶葉をゲットせよ! | [ 注 141 ] | [ * 127 ] |
| 優       | 06月05日 | 優雅に宙を舞い癒しの茶葉を手に入れろ!                    | [ 注 142 ] | [ * 128 ] |
| 優       | 06月06日 | 優しい気持ちになる赤ちゃんの笑顔写真を撮れ!              | [ 注 143 ] | [ * 129 ] |
| 暴       | 06月11日 | 暴れ川を攻略せよ!                                        | [ 注 144 ] | [ * 130 ] |
| 暴       | 06月12日 | かくれた虫を暴き出せ! 暴れクモずもうに勝利せよ!          | [ 注 145 ] | [ * 131 ] |
| 暴       | 06月13日 | 暴れミュージックを奏でろ!                                | [ 注 146 ] | [ * 132 ] |
| 探       | 06月18日 | 動物そっくりの珍しい木を探し出せ!                        | [ 注 147 ] | [ * 133 ] |
| 探       | 06月19日 | 黄金のスコップを探し出せ!                                | [ 注 148 ] | [ * 134 ] |
| 探       | 06月20日 | 探す力をきたえろ!                                        | [ 注 149 ] | [ * 135 ] |
| 曲       | 06月25日 | 尾曲がり猫にくせまがりの居場所を聞け!                    | [ 注 150 ] | [ * 136 ] |
| 曲       | 06月26日 | ブーメランでくせまがりの気持ちを曲げろ!                  | [ 注 151 ] | [ * 137 ] |
| 曲       | 06月27日 | vs千鳥 クセがすごい曲当てクイズ 大悟でドン!              | [ 注 152 ] | [ * 138 ] |
| 直       | 07月02日 | 一直線に飛ぶロケットを作れ!                              | [ 注 153 ] | [ * 139 ] |
| 直       | 07月03日 | 直感力をきたえろ!                                        | [ 注 154 ] | [ * 140 ] |
| 直       | 07月04日 | ラインダンスで美しい直線をえがけ!                        | [ 注 155 ] | [ * 141 ] |
| 特 別 編 | 07月09日 | もじもん知識王決定戦                                     | [ 注 156 ] | [ * 142 ] |
| 特 別 編 | 07月09日 | 歌って踊ってDAIJOUBU!〜歌唱編〜                          | [ 注 157 ] | [ * 142 ] |
| 特 別 編 | 07月10日 | たまみとたべたいたんをリサーチせよ!                      | [ 注 158 ] | [ * 143 ] |
| 特 別 編 | 07月10日 | 歌って踊ってDAIJOUBU!〜ダンス編〜                        | [ 注 159 ] | [ * 143 ] |
| 特 別 編 | 07月11日 | 体を鍛えてタフになれ!                                    | [ 注 160 ] | [ * 144 ] |
| 特 別 編 | 07月12日 | マーヴェラス夏祭り                                       |            | [ * 145 ] |
| 運       | 09月03日 | 一番運の良いてれび戦士を決めろ!                          | [ 注 161 ] | [ * 146 ] |
| 運       | 09月04日 | う〜んと高い発泡スチロールタワーを運べ!                  | [ 注 162 ] | [ * 147 ] |
| 運       | 09月05日 | 回転系運動ラートでう〜んと回れ!                          | [ 注 163 ] | [ * 148 ] |
| 山       | 09月10日 | 磐梯山に登り登山をマスターせよ!                          | [ 注 164 ] | [ * 149 ] |
| 山       | 09月11日 | 幻のレインボーわさびを手に入れろ!                        | [ 注 165 ] | [ * 150 ] |
| 山       | 09月12日 | 山女（ヤマメ）を釣り上げろ!                              | [ 注 166 ] | [ * 151 ] |
| 歩       | 09月17日 | 緩歩動物クマムシくんをゴールまで歩かせろ!                | [ 注 167 ] | [ * 152 ] |
| 歩       | 09月18日 | 歩き絵日記を50枚集めろ! 前編                             | [ 注 168 ] | [ * 153 ] |
| 歩       | 09月19日 | 歩き絵日記を50枚集めろ! 後編                             | [ 注 169 ] | [ * 154 ] |
| 持       | 10月01日 | 龍踊りで長崎の月を持ってこい!                            | [ 注 170 ] | [ * 155 ] |
| 持       | 10月02日 | 回転を持続してコマ対決に勝利せよ!                        | [ 注 171 ] | [ * 156 ] |
| 持       | 10月03日 | 「モツモツパワー」で「モツモツ玉」を満タンにしろ!        | [ 注 172 ] | [ * 157 ] |
| 銀       | 10月08日 | 銀太刀を手に入れろ! 前編                                 | [ 注 173 ] | [ * 158 ] |
| 銀       | 10月09日 | 銀太刀を手に入れろ! 後編                                 | [ 注 174 ] | [ * 159 ] |
| 銀       | 10月10日 | 銀のすごさを見つけ出せ!                                  | [ 注 175 ] | [ * 160 ] |
| 金       | 10月15日 | 金魚すくいで勝利してゴールデンポイをゲットせよ!          | [ 注 176 ] | [ * 161 ] |
| 金       | 10月16日 | 大きな折り紙で金のつぼを折れ!                            | [ 注 177 ] | [ * 162 ] |
| 金       | 10月17日 | 金のもじもん まにーごーるどの女心を研究せよ!             | [ 注 178 ] | [ * 163 ] |
| 時       | 10月29日 | 時のまちで時のクイズに答えてときおを探せ!                | [ 注 179 ] | [ * 164 ] |
| 時       | 10月30日 | 時の大切さを学んでときおの尊敬する人を聞き出せ!          | [ 注 180 ] | [ * 165 ] |
| 時       | 10月31日 | ぞうきんがけタイムレースに勝って 時の砂時計を手に入れろ! | [ 注 181 ] | [ * 166 ] |
| 真       | 11月05日 | 真剣で斬れ!                                              | [ 注 182 ] | [ * 167 ] |
| 真       | 11月06日 | 極真空手の達人にヒントを聞け!                            | [ 注 183 ] | [ * 168 ] |
| 真       | 11月07日 | 物真似のすごさを学べ!                                    | [ 注 184 ] | [ * 169 ] |
| 鏡       | 11月12日 | かがみもちの太神楽をマスターせよ!                        | [ 注 185 ] | [ * 170 ] |
| 鏡       | 11月13日 | 指の万華鏡をマスターせよ!                                | [ 注 186 ] | [ * 171 ] |
| 鏡       | 11月14日 | 腹腔鏡を使ってぎらみーを作れ!                            | [ 注 187 ] | [ * 172 ] |
| 面       | 11月19日 | 断面のきれいなおにぎらずでキャラ弁を作れ!                | [ 注 188 ] | [ * 173 ] |
| 面       | 11月20日 | 顔面の特徴をとらえ聖なる面子をゲットせよ!                | [ 注 189 ] | [ * 174 ] |
| 面       | 11月21日 | 水切り勝負に勝って水面の奇跡をゲットせよ!                | [ 注 190 ] | [ * 175 ] |
| 法       | 12月03日 | フクロウの誘導法をマスターせよ!                          | [ 注 191 ] | [ * 176 ] |
| 法       | 12月04日 | 影法師を操れ!                                            | [ 注 192 ] | [ * 177 ] |
| 法       | 12月05日 | 科学の法則を学んでありがたい巻物下巻を手に入れろ!        | [ 注 193 ] | [ * 178 ] |
| 魔       | 12月10日 | 恐怖の魔物料理を作れ…!                                   | [ 注 194 ] | [ * 179 ] |
| 魔       | 12月11日 | 「魔法使いの居場所」を聞きだせ!                          | [ 注 195 ] | [ * 180 ] |
| 魔       | 12月12日 | 火山で魔石を掘りだせ!                                    | [ 注 196 ] | [ * 181 ] |
| 特 別 編 | 12月17日 | てれび戦士緊急強化合宿 集中力                            | [ 注 197 ] | [ * 182 ] |
| 特 別 編 | 12月17日 | てれび戦士緊急強化合宿 平常心                            | [ 注 198 ] | [ * 182 ] |
| 特 別 編 | 12月18日 | てれび戦士緊急強化合宿 団結力                            | [ 注 199 ] | [ * 183 ] |
| 特 別 編 | 12月19日 | お魚クイズで立花団長を救え!                              | [ 注 200 ] | [ * 184 ] |
| 特 別 編 | 12月20日 | マーヴェラスクリスマスパーティー                         |            | [ * 185 ] |
| 週       | 2019年   | タイトル                                                 | 注釈       | 出典      |
| 玉肉     | 01月07日 | 究極のタマネギをゲットせよ!                              | [ 注 201 ] | [ * 186 ] |
| 玉肉     | 01月08日 | Gボールでバランスだんごをゲットせよ!                     | [ 注 202 ] | [ * 187 ] |
| 玉肉     | 01月09日 | カバディで勝利して お肉たっぷりの大正丼をゲットせよ!     | [ 注 203 ] | [ * 188 ] |
| 勇       | 01月14日 | 勇気を出してもじもんの情報をゲットせよ!                  | [ 注 204 ] | [ * 189 ] |
| 勇       | 01月15日 | 勇気を出して天空アスレチックを攻略せよ!                  | [ 注 205 ] | [ * 190 ] |
| 勇       | 01月16日 | 謎の家で勇者の証しを手に入れろ!                          | [ 注 206 ] | [ * 191 ] |
| 遊       | 01月28日 | 遊びのチャンピオンに勝利せよ!                            | [ 注 207 ] | [ * 192 ] |
| 遊       | 01月29日 | 手遊びをマスターして遊び心をゲットせよ!                  | [ 注 208 ] | [ * 193 ] |
| 遊       | 01月30日 | 巨大すごろくで遊べ!                                      | [ 注 209 ] | [ * 194 ] |
| 友       | 02月04日 | フレアバーテンディングをマスターせよ!                    | [ 注 210 ] | [ * 195 ] |
| 友       | 02月05日 | 友情を感じるハーモニーを奏でろ!                          | [ 注 211 ] | [ * 196 ] |
| 友       | 02月06日 | てれび戦士適正テストに合格せよ!                          | [ 注 212 ] | [ * 197 ] |
| 魔       | 02月18日 | 「魔」を学び心石にエネルギーを注入せよ!                  | [ 注 213 ] | [ * 198 ] |
| 魔       | 02月19日 | スノーアートをマスターせよ!                              | [ 注 214 ] | [ * 199 ] |
| 魔       | 02月20日 | スノーアートで巨大魔法陣を描け!                          | [ 注 215 ] | [ * 200 ] |
| 力       | 02月25日 | 全力で荷物を運び出せ!廣                                  | [ 注 216 ] | [ * 201 ] |
| 力       | 02月26日 | 力いっぱい氷を運べ!                                      | [ 注 217 ] | [ * 202 ] |
| 力       | 02月27日 | 力学を研究してオシモドシタルをゲットせよ!                | [ 注 218 ] | [ * 203 ] |
| 特 別 編 | 03月04日 | 自分を漢字1文字で表せ!                                   | [ 注 219 ] | [ * 204 ] |
| 特 別 編 | 03月04日 | 自分を表す漢字を30個集めろ!                              | [ 注 220 ] | [ * 204 ] |
| 特 別 編 | 03月05日 | プロレスラーのために鍋を作れ!                            | [ 注 221 ] | [ * 205 ] |
| 特 別 編 | 03月05日 | 友情が深まったミッションプレイバック!                    | [ 注 222 ] | [ * 205 ] |
| 特 別 編 | 03月06日 | 立花軍VS小島軍「もじもん連想クイズ」                     | [ 注 223 ] | [ * 206 ] |
| 特 別 編 | 03月06日 | 遊び心をみせたミッションプレイバック!                    | [ 注 224 ] | [ * 206 ] |
| 特 別 編 | 03月07日 | 立花軍VS小島軍「真実を見抜け」                           | [ 注 225 ] | [ * 207 ] |
| 特 別 編 | 03月07日 | 勇気をだしてがんばったミッションプレイバック!            | [ 注 226 ] | [ * 207 ] |
| 特 別 編 | 03月07日 | 立花軍VS小島軍「大なわとび対決」                         | [ 注 227 ] | [ * 207 ] |
| 特 別 編 | 03月07日 | もじもんマスターズクイズ                                 |            | [ * 207 ] |

### 2019年度
| 週       | 2019年   | タイトル                                                         | 注釈       | 出典      |
| -------- | -------- | ---------------------------------------------------------------- | ---------- | --------- |
| 残       | 04月01日 | 自己紹介でインパクトを残せ!                                      | [ 注 228 ] | [ * 208 ] |
| 残       | 04月02日 | 薬草のために山で一晩生き残れ!                                    | [ 注 229 ] | [ * 209 ] |
| 残       | 04月03日 | 山に残る薬草を探せ!                                              | [ 注 230 ] | [ * 210 ] |
| 防       | 04月08日 | ゴールキーパーになってシュートを防げ!                            | [ 注 231 ] | [ * 211 ] |
| 防       | 04月09日 | 伝説のカギを手に入れろ!                                          | [ 注 232 ] | [ * 212 ] |
| 防       | 04月10日 | 防スポで防災の技を身につけろ!                                    | [ 注 233 ] | [ * 213 ] |
| 禁       | 04月15日 | ○○語禁止!きんじーの好物をゲットせよ!                             | [ 注 234 ] | [ * 214 ] |
| 禁       | 04月16日 | 禁止することでうまれる楽しさを体験せよ!                          | [ 注 235 ] | [ * 215 ] |
| 禁       | 04月17日 | ドリブル禁止!コーフボールを習得せよ!                             | [ 注 236 ] | [ * 216 ] |
| 風       | 04月22日 | 銭湯について学びお風呂マイスターになれ!                          | [ 注 237 ] | [ * 217 ] |
| 風       | 04月23日 | 風を感じる銭湯絵を描け!                                          | [ 注 238 ] | [ * 218 ] |
| 風       | 04月24日 | 風を感じスポーツカイトをマスターせよ!                            | [ 注 239 ] | [ * 219 ] |
| 前       | 05月06日 | 前向きパワーを集めてまえたの居場所を探せ!                        | [ 注 240 ] | [ * 220 ] |
| 前       | 05月07日 | 2週間で前向きにピアノ連弾をマスターせよ! 前編                    | [ 注 241 ] | [ * 221 ] |
| 前       | 05月08日 | 2週間で前向きにピアノ連弾をマスターせよ! 後編                    | [ 注 242 ] | [ * 222 ] |
| 中       | 05月13日 | 中華鍋押し相撲をマスターせよ!                                    | [ 注 243 ] | [ * 223 ] |
| 中       | 05月14日 | コンテンポラリーダンスで自分の中身をさらけだせ!                  | [ 注 244 ] | [ * 224 ] |
| 中       | 05月15日 | 猫またぎ選手権でタイの中のタイをゲットせよ!                      | [ 注 245 ] | [ * 225 ] |
| 火       | 05月20日 | ファイアーダンスをマスターせよ!                                  | [ 注 246 ] | [ * 226 ] |
| 火       | 05月21日 | 竿燈の技を極め火星人の目印を手に入れろ!                          | [ 注 247 ] | [ * 227 ] |
| 火       | 05月22日 | 和太鼓で花火を打ちあげろ!                                        | [ 注 248 ] | [ * 228 ] |
| 滑       | 06月03日 | 滑ルギーを集めてすべるーかすを探せ!                              | [ 注 249 ] | [ * 229 ] |
| 滑       | 06月04日 | スタンドアップパドルボードで水面を滑れ!                          | [ 注 250 ] | [ * 230 ] |
| 滑       | 06月05日 | すべすべクリスタルの材料を探せ!                                  | [ 注 251 ] | [ * 231 ] |
| 探       | 06月10日 | 名探偵になって怪盗サイトウ団の挑戦をクリアせよ!                  | [ 注 252 ] | [ * 232 ] |
| 探       | 06月11日 | 有明海のエイリアンを探し出せ!                                    | [ 注 253 ] | [ * 233 ] |
| 探       | 06月12日 | 暗号の場所を探し通汁をゲットせよ!                                | [ 注 254 ] | [ * 234 ] |
| 幸 ↓ 辛  | 06月17日 | 幸せの花かんむりを作れ!                                          | [ 注 255 ] | [ * 235 ] |
| 幸 ↓ 辛  | 06月18日 | 幸せの皿を投げろ!                                                | [ 注 256 ] | [ * 236 ] |
| 幸 ↓ 辛  | 06月19日 | 辛い気持ちを理解せよ!                                            | [ 注 257 ] | [ * 237 ] |
| 氷火     | 06月24日 | 氷都釧路のオリジナルアイスを作れ!                                | [ 注 258 ] | [ * 238 ] |
| 氷火     | 06月25日 | 長ぐつアイスホッケーで勝利せよ                                   | [ 注 259 ] | [ * 239 ] |
| 氷火     | 06月26日 | 氷をとかして仲直りの花を手に入れよ!                              | [ 注 260 ] | [ * 240 ] |
| 恐       | 07月01日 | 真のアンモ騎士になれ!                                            | [ 注 261 ] | [ * 241 ] |
| 恐       | 07月02日 | 恐竜と人は共存できるのか調べろ!!                                 | [ 注 262 ] | [ * 242 ] |
| 恐       | 07月03日 | むかわ竜のクイズに答えて居場所を探せ!                            | [ 注 263 ] | [ * 243 ] |
| 白       | 07月08日 | 白汁をゲットせよ!                                                | [ 注 264 ] | [ * 244 ] |
| 白       | 07月09日 | 白いスプレーで絵を描け!                                          | [ 注 265 ] | [ * 245 ] |
| 白       | 07月10日 | スポーツスタッキングをマスターせよ!                              | [ 注 266 ] | [ * 246 ] |
| 特 別 編 | 09月02日 | リアル戦争ゲーム                                                 |            | [ * 247 ] |
| 特 別 編 | 09月03日 | もりもり動画作り隊                                               | [ 注 267 ] | [ * 248 ] |
| 特 別 編 | 09月04日 | マーヴェラス西川VSファビュラス大悟 仁義なき3番勝負               |            | [ * 249 ] |
| 特 別 編 | 09月05日 | リヤカーマンと行く!1泊2日歩き旅                                  | [ 注 268 ] | [ * 250 ] |
| 落       | 09月09日 | 物を落とさずテーブルクロスを引き抜け!!                           | [ 注 269 ] | [ * 251 ] |
| 落       | 09月10日 | ボールを落とすスポーツ ペタンクをマスターせよ!                   | [ 注 270 ] | [ * 252 ] |
| 落       | 09月11日 | ボールを落とさないスポーツ フレスコボールをマスターせよ!         | [ 注 271 ] | [ * 253 ] |
| 機       | 09月16日 | 無人航空機（ドローン）をマスターして からくりこんの家に潜入せよ! | [ 注 272 ] | [ * 254 ] |
| 機       | 09月17日 | 機関エンジンのネジを手に入れろ!                                  | [ 注 273 ] | [ * 255 ] |
| 機       | 09月18日 | 機械（ロボット）バトルに勝利して通汁を取り戻せ!                  | [ 注 274 ] | [ * 256 ] |
| 銀       | 09月30日 | BMXレースで銀斬の情報をつかめ!                                   | [ 注 275 ] | [ * 257 ] |
| 銀       | 10月01日 | 銀シャリでおいしい寿司をにぎれ!                                  | [ 注 276 ] | [ * 258 ] |
| 銀       | 10月02日 | ぎんじょるのを元の姿にもどせ!                                    | [ 注 277 ] | [ * 259 ] |
| 動機     | 10月07日 | かっこよくゴミを拾ってみんなの心を動かせ!                        | [ 注 278 ] | [ * 260 ] |
| 動機     | 10月08日 | どぅーろんのために躍動のピッツァを作れ!                          | [ 注 279 ] | [ * 261 ] |
| 動機     | 10月09日 | ヘディスで小島主任の筆を完成させろ!                              | [ 注 280 ] | [ * 262 ] |
| 生       | 10月14日 | 生きものを捜す達人のスキルを学べ!                                | [ 注 281 ] | [ * 263 ] |
| 生       | 10月15日 | コミュニケーション能力が高いてれび戦士を選び出せ!                | [ 注 282 ] | [ * 264 ] |
| 生       | 10月16日 | 迷子の子ネコちゃんを捜せ!                                        | [ 注 283 ] | [ * 265 ] |
| 文 字    | 10月21日 | 空気を学んで王子の日記を復活させろ!                              | [ 注 284 ] | [ * 266 ] |
| 文 字    | 10月22日 | チンドン屋で修行してシュージの居場所を入手せよ!                  | [ 注 285 ] | [ * 267 ] |
| 文 字    | 10月23日 | Lemonを上手に歌って王子のきげんを直せ!                           | [ 注 286 ] | [ * 268 ] |
| 明       | 11月04日 | ともだちャレンジ ロシア少女の願いをかなえろ                      | [ 注 287 ] | [ * 269 ] |
| 明       | 11月05日 | 日用品で明るい音楽を奏でろ!                                      | [ 注 288 ] | [ * 270 ] |
| 明       | 11月06日 | 絶景でタマネギを切り美しい涙を流せ!                              | [ 注 289 ] | [ * 271 ] |
| 音 訓    | 11月11日 | ともだちャレンジ ネパール少女の願いをかなえろ                    | [ 注 290 ] | [ * 272 ] |
| 音 訓    | 11月12日 | 魂の叫び!ラップを習得せよ!                                       | [ 注 291 ] | [ * 273 ] |
| 音 訓    | 11月13日 | ハット・ジャグリングで２人の息をあわせろ!                        | [ 注 292 ] | [ * 274 ] |
| 真       | 11月18日 | ともだちャレンジ イスラエル少年の願いをかなえろ                  | [ 注 293 ] | [ * 275 ] |
| 真       | 11月19日 | 物真似をマスターしてまねしんぼうに自信をつけさせろ!              | [ 注 294 ] | [ * 276 ] |
| 真       | 11月20日 | スラックラインをマスターして真・電池を手に入れろ!                | [ 注 295 ] | [ * 277 ] |
| 豆       | 12月02日 | ともだちャレンジ ブラジル少女の願いをかなえろ                    | [ 注 296 ] | [ * 278 ] |
| 豆       | 12月03日 | 効果音でまめたんの喫茶店を盛り上げろ!                            | [ 注 297 ] | [ * 279 ] |
| 豆       | 12月04日 | 豆の街"八街"で落花生三番勝負に勝利せよ                           | [ 注 298 ] | [ * 280 ] |
| 山生     | 12月09日 | いきるーとの情報を探れ!                                          | [ 注 299 ] | [ * 281 ] |
| 山生     | 12月10日 | ポケベル暗号を解読せよ!                                          | [ 注 300 ] | [ * 282 ] |
| 山生     | 12月11日 | ウルトラ生きのこを手に入れろ!                                    | [ 注 301 ] | [ * 283 ] |
| 特 別 編 | 12月16日 | 全員集合!クリスマス合宿 前編                                     | [ 注 302 ] | [ * 284 ] |
| 特 別 編 | 12月17日 | 全員集合!クリスマス合宿 後編                                     | [ 注 303 ] | [ * 285 ] |
| 特 別 編 | 12月18日 | ノブと大悟もびっくり岡山旅 クセのすご〜いものを探せ!             | [ 注 304 ] | [ * 286 ] |
| 特 別 編 | 12月19日 | マーヴェラストレーニングフェス in 滋賀                           |            | [ * 287 ] |
| 週       | 2020年   | タイトル                                                         | 注釈       | 出典      |
| 力       | 01月06日 | 探し出す能力をアップさせろ!                                      | [ 注 305 ] | [ * 288 ] |
| 力       | 01月07日 | 科学鑑定でケーキを食べた犯人をさがせ!                            | [ 注 306 ] | [ * 289 ] |
| 力       | 01月08日 | 科学鑑定で証拠品を分析せよ!                                      | [ 注 307 ] | [ * 290 ] |
| 愛       | 01月13日 | モルック対決に勝利しパスワードをゲットせよ!                      | [ 注 308 ] | [ * 291 ] |
| 愛       | 01月14日 | 愛あふれる似顔絵でごっどまーまの居場所を探れ!                    | [ 注 309 ] | [ * 292 ] |
| 愛       | 01月15日 | 幸せな気持ちになる似顔絵をかきプチナオールUを入手せよ!           | [ 注 310 ] | [ * 293 ] |
| 勇       | 01月27日 | はしご乗りで勇気を示せ!                                          | [ 注 311 ] | [ * 294 ] |
| 勇       | 01月28日 | いちばん勇気のあるてれび戦士を決めろ!                            | [ 注 312 ] | [ * 295 ] |
| 勇       | 01月29日 | 勇気の試練を乗り越えよ!                                          | [ 注 313 ] | [ * 296 ] |
| 遊       | 02月03日 | VRアートで遊園地を作れ!                                          | [ 注 314 ] | [ * 297 ] |
| 遊       | 02月04日 | 新聞で遊び心のあるドレスを作ろう!                                | [ 注 315 ] | [ * 298 ] |
| 遊       | 02月04日 | ドミノで遊び心のあるファッションショー会場を作れ! 前編           | [ 注 316 ] | [ * 298 ] |
| 遊       | 02月05日 | ドミノで遊び心のあるファッションショー会場を作れ! 後編           | [ 注 317 ] | [ * 299 ] |
| 遊       | 02月05日 | 遊び心のあるファッションショーを成功させろ!                      | [ 注 318 ] | [ * 299 ] |
| 友       | 02月17日 | とぅーもんを喜ばせるためマジックをマスターせよ!                  | [ 注 319 ] | [ * 300 ] |
| 友       | 02月18日 | スポーツ雪合戦で勝利し真の友情を証明せよ! 前編                   | [ 注 320 ] | [ * 301 ] |
| 友       | 02月19日 | スポーツ雪合戦で勝利し真の友情を証明せよ! 後編                   | [ 注 321 ] | [ * 302 ] |
| 怨 君    | 02月24日 | 72時間以内に3つの超漢水を手に入れろ!                             | [ 注 322 ] | [ * 303 ] |
| 怨 君    | 02月25日 | 72時間以内に3つの超漢水を手に入れろ! -その2-                     | [ 注 323 ] | [ * 304 ] |
| 怨 君    | 02月26日 | 72時間以内に3つの超漢水を手に入れろ! -その3-                     | [ 注 324 ] | [ * 305 ] |
| 完 結 編 | 03月02日 | 守守団 祝賀パーティー                                            | [ 注 325 ] | [ * 306 ] |
| 完 結 編 | 03月03日 | 第1回 守守団アカデミー賞 前編                                    | [ 注 326 ] | [ * 307 ] |
| 完 結 編 | 03月04日 | 第1回 守守団アカデミー賞 後編                                    | [ 注 327 ] | [ * 308 ] |
| 完 結 編 | 03月04日 | 巨大半紙に思いを込めて                                           | [ 注 328 ] | [ * 308 ] |
| 完 結 編 | 03月05日 | 立花裕大のふしぎな旅                                             |            | [ * 309 ] |

## トレーニングライブ
| 期間別 | Let's - YOU - hello, |

トレーニングライブは、2017年4月3日から2020年3月25日までNHK Eテレのテレビ番組『天才てれびくんYOU』で放送されていた視聴者参加型リモコンゲームの通称。「木曜生放送」との連動企画。

### 概要
データ放送を活用した『天才てれびくん』視聴者参加型リモコンゲーム第2弾。
- 舞台：守守団 本部 トレーニングルーム
- 司会：西川貴教（茶の間戦士トレーニングロボ マーヴェラス西川）
- ナレーション：関山美沙紀

マーヴェラス西川指導の下、ミニゲーム形式で茶の間戦士（データ放送で参加する視聴者）の訓練を行い、木曜日の生放送ミッションに備える。前シーズンの「Let's」同様、放送時間外に自宅のテレビで「茶の間戦士登録」を行う事で名前・年齢・性別などの情報を登録できる（Let's時代に登録している人はそのまま情報が引き継がれるが、獲得経験値とレベルはリセットされる）。
その週の初回参加時には木曜の生放送で動かすことができる分身「海鮮隊（かつお号・かに号・くらげ号）」のうち、抽選でどれかに決定する。登録状態で月曜日から水曜日に行われる訓練や木曜日の生放送ミッションに参加すると経験値を獲得でき、獲得した経験値に応じて「茶の間戦士レベル」が上昇する。また、優秀な成績（1日の訓練で経験値50ポイント以上）をおさめると木曜日の生放送ミッションで役立つバッテリーを獲得することができる。なお、茶の間戦士登録をしなくても「ゲスト」として番組には参加できる。また、今シーズンでは再放送週でも経験値・バッテリーの獲得ができる。また毎年長期休暇シーズンには特別トレーニングが行われる。

### ゲーム解説
月曜日
歌ってプリーズ
マーヴェラスが歌う童謡の一部が途中で虫食いになっており、提示された4つの選択肢の中から正しい歌詞をリモコンの色ボタンで回答する。
ことばにできない3 SECONDS
感覚的には「Let's」のディスクシューターのジェスチャークイズに相当する。マーヴェラスがジェスチャーを行うが、その映像は3秒しか見ることができない。ジェスチャー後、何のジェスチャーをしていたかを6つの選択肢の中から答える。
ことばにできない5 SECONDS
「マーヴェラスフェス・冬の陣」のみ行われた特別訓練（以降通常訓練でも登場）。ルールは前述の「言葉にできない3 SECONDS」と同じだが、やるジェスチャーはマーヴェラスとアシスタントの2人になっておりさらに映像が見られる時間が3秒から5秒になっている。
しりとり・ザ・マーヴェラス
2018年4月2日から新たに加わったトレーニング。マーヴェラスと茶の間戦士がしりとり対決を行う。マーヴェラスが最初に言った物の中から6つの選択肢の中でつながるように選んでいく。もちろん繋げられなったり「ん」が付いたらアウトになる。
探してアン・ドゥ・トロワ
2019年4月8日から初登場した新トレーニング。12分割された写真の中から指定された3つ漢字を探す（漢字内の部首もカウントに含む）。
火曜日
わがままばかりのI WANT YOU
マーヴェラスが最初に「〇〇がほしい」とおねだりするので、そのあとに表示された絵や漢字の中から指定した物・正しい物を移動してキャッチする。
アニマルダッシュ
感覚的には「Let's」のコードハッカーの数値カウント問題に相当する。動物たちが競争している映像の中で、指定された動物が何匹ゴールラインを越えたかを数えて解答する。一旦ラインを超えても引き返したり、似た動物がゴ－ルしたり、モグラの穴を使ってゴールラインを「くぐった」動物などは除外する。
教えてWHO ARE YOU?
マーヴェラスが行ったトークのヒントをたよりに8つの選択肢からゲスト（声：関山美沙紀、子安武人、三宅貴大）を当てる。このルールでは早く正解すると高得点となり、お手つきは1回まで認められる。
スパイダーアミダ
2018年1月9日に追加された新トレーニング。感覚的には「Let's」の眼力トレーニングの迷路問題に相当する。6つのあみだくじの中からマーヴェラスがたどり着いた番号を予想する。2019年度からはあみだくじの数が8つとなった。番号の中にはマーヴェラスの力や時々やってくるもじもんたちが現れ、ルートを追加もしくはなくしていくことがある。ルールは「教えてWHO ARE YOU?」と同じ。
未完の回文
2017年10月10日に新たに加わったトレーニング。見せられた絵をヒントに回文になる言葉を選択して選択肢の中から答える。
ヴェラスの選択
2018年4月3日から新たに加わったトレーニング。毎回マーヴェラスが言った様々なお題でマーヴェラスができるかできないか予想する。なお、茶の間戦士からはお題のリクエストがなされている。
真実のマイネーム
2018年6月19日から新たに加わったトレーニング。いわゆる略語が出題され正式名称が何から選択肢を選ぶ。選択肢の中にはダミーワードが混じっているで注意する必要がある。
ヴェラスケッチ
2019年9月10日から新たに加わったトレーニング。マーヴェラスがお題を出されたものを見てまずテーマ（例：動物など）を発表。その後、マーヴェラスがスケッチを行い6つの選択肢から描いた物を予想する。各イラストの表現に注意が必要。ルールは「教えてWHO ARE YOU?」と同じ。
真実のWhat's Your Name?
2019年12月10日から新たに加わったトレーニング。
水曜日
足りないパズル
写真を9枚に分割し、その中から8枚が1枚ずつ組みあがっていくが、その中にない1ピースがどこの部分かを答える。ルールは「教えてWHO ARE YOU?」と同じ。
キミにまどわされナイン
9枚ある写真の中で、写真が違っていたり、他の8枚と関係性がない「仲間はずれ」の写真がどれかを答える。ルールは「教えてWHO ARE YOU?」と同じだが、お手つきが2回に増えている。
マジカル西川パワー
2018年4月4日に新たに加わったトレーニング。感覚的には「Let's」の眼力トレーニングの間違い探し問題に相当する。12分割されたイラストにマーヴェラスが魔法をかけて1つだけ別な絵に変える。変えた絵がどれか当てる。
約束のマッチングカード
2018年4月18日に新たに加わったトレーニング。書かれたイラストを制限時間内に指定した店に持っていく。間違えたら何度でも修正可能。ただし問題によっては入らないお店やダミーカードが混じるときがある。
HITOFUDEのクリーチャー
2018年10月31日に初登場した新トレーニング。バラバラにされた9分割の絵を並べ替えて一筆書きの様にただしい絵に並べ替えていく。
ヴェラリズム
2019年4月4日から初登場した新トレーニング。内容的に「Let's」の「紅白特別訓練」あるいは「どちゃだま作り練習」に相当する。音楽が鳴り出したら４つボタンから落ちてきたアイコンが着たらタイミングよくボタンを押す。トレーニングは2回行い2回目はスピードが上がる。
スペシャルトレーニング
もじ魔獣戦、モジルスーツ戦の水曜日に実施。翌日の本番と同じ形で、力玉を作る際に行う、「Let's」のどちゃだま作り練習と同じくテーマ曲（たてっ!よこっ!ななめっ!みんなのちから!）に合わせたボタン押し（音楽ゲームの要領）を行う。
ラストトレーニング「力封じの筆にエネルギーを送れ!！」
怨君との最終決戦で行う特別ミッション。力封じの筆を完成させるためリモコンを連打してエネルギーを結集させる。

### 放送日程
基本放送尺5分（2019年11月以降：4分45秒、スペシャルトレーニングを除く）。表の日付は月曜日。
| 2017年   | 月曜日                     | 火曜日                     | 水曜日                 |
| -------- | -------------------------- | -------------------------- | ---------------------- |
| 04月03日 | 歌ってプリーズ             | わがままばかりのI WANT YOU | 足りないパズル         |
| 04月10日 | ことばにできない3SECONDS   | アニマルダッシュ           | キミにまどわされナイン |
| 04月17日 | 歌ってプリーズ             | わがままばかりのI WANT YOU | 足りないパズル         |
| 04月24日 | ことばにできない3SECONDS   | アニマルダッシュ           | キミにまどわされナイン |
| 05月08日 | 歌ってプリーズ             | わがままばかりのI WANT YOU | 足りないパズル         |
| 05月15日 | ことばにできない3SECONDS   | アニマルダッシュ           | キミにまどわされナイン |
| 05月22日 | 歌ってプリーズ             | わがままばかりのI WANT YOU | 足りないパズル         |
| 06月05日 | ことばにできない3SECONDS   | アニマルダッシュ           | キミにまどわされナイン |
| 06月12日 | 歌ってプリーズ             | わがままばかりのI WANT YOU | スペシャルトレーニング |
| 06月19日 | ことばにできない3SECONDS   | 教えてWHO ARE YOU?         | キミにまどわされナイン |
| 06月26日 | 歌ってプリーズ             | わがままばかりのI WANT YOU | 足りないパズル         |
| 07月03日 | ことばにできない3SECONDS   | アニマルダッシュ           | キミにまどわされナイン |
| 09月04日 | 歌ってプリーズ             | わがままばかりのI WANT YOU | 足りないパズル         |
| 09月11日 | ことばにできない3SECONDS   | 教えてWHO ARE YOU?         | キミにまどわされナイン |
| 09月18日 | 歌ってプリーズ             | わがままばかりのI WANT YOU | スペシャルトレーニング |
| 10月02日 | ことばにできない3SECONDS   | アニマルダッシュ           | 足りないパズル         |
| 10月09日 | 歌ってプリーズ             | 未完の回文                 | キミにまどわされナイン |
| 10月16日 | ことばにできない3SECONDS   | 教えてWHO ARE YOU?         | 足りないパズル         |
| 10月23日 | 歌ってプリーズ             | 未完の回文                 | キミにまどわされナイン |
| 11月06日 | ことばにできない5SECONDS   | 教えてWHO ARE YOU?         | 足りないパズル         |
| 11月13日 | 歌ってプリーズ             | アニマルダッシュ           | キミにまどわされナイン |
| 11月20日 | ことばにできない3SECONDS   | 未完の回文                 | 足りないパズル         |
| 12月04日 | 歌ってプリーズ             | アニマルダッシュ           | キミにまどわされナイン |
| 12月11日 | ことばにできない3SECONDS   | 教えてWHO ARE YOU?         | スペシャルトレーニング |
| 2018年   | 月曜日                     | 火曜日                     | 水曜日                 |
| 01月08日 | ことばにできない3SECONDS   | スパイダーアミダ           | 足りないパズル         |
| 01月15日 | 歌ってプリーズ             | アニマルダッシュ           | キミにまどわされナイン |
| 01月29日 | ことばにできない3SECONDS   | 教えてWHO ARE YOU?         | 足りないパズル         |
| 02月05日 | 歌ってプリーズ             | アニマルダッシュ           | キミにまどわされナイン |
| 02月19日 | ことばにできない3SECONDS   | スパイダーアミダ           | 足りないパズル         |
| 02月26日 | 歌ってプリーズ             | 教えてWHO ARE YOU?         | スペシャルトレーニング |
| 04月02日 | しりとり・ザ・マーヴェラス | ヴェラスの選択             | マジカル西川パワー     |
| 04月09日 | 歌ってプリーズ             | スパイダーアミダ           | 足りないパズル         |
| 04月16日 | ことばにできない3SECONDS   | アニマルダッシュ           | 約束のマッチングカード |
| 04月23日 | しりとり・ザ・マーヴェラス | 教えてWHO ARE YOU?         | キミにまどわされナイン |
| 05月07日 | 歌ってプリーズ             | ヴェラスの選択             | マジカル西川パワー     |
| 05月14日 | しりとり・ザ・マーヴェラス | スパイダーアミダ           | 足りないパズル         |
| 05月21日 | 歌ってプリーズ             | アニマルダッシュ           | 約束のマッチングカード |
| 06月04日 | ことばにできない3SECONDS   | 教えてWHO ARE YOU?         | キミにまどわされナイン |
| 06月11日 | しりとり・ザ・マーヴェラス | ヴェラスの選択             | スペシャルトレーニング |
| 06月18日 | 歌ってプリーズ             | 真実のマイネーム           | 足りないパズル         |
| 06月25日 | しりとり・ザ・マーヴェラス | スパイダーアミダ           | 約束のマッチングカード |
| 07月02日 | 歌ってプリーズ             | アニマルダッシュ           | キミにまどわされナイン |
| 09月03日 | ことばにできない3SECONDS   | 教えてWHO ARE YOU?         | マジカル西川パワー     |
| 09月10日 | しりとり・ザ・マーヴェラス | 真実のマイネーム           | 足りないパズル         |
| 09月17日 | 歌ってプリーズ             | ヴェラスの選択             | マジカル西川パワー     |
| 10月01日 | しりとり・ザ・マーヴェラス | スパイダーアミダ           | キミにまどわされナイン |
| 10月08日 | ことばにできない3SECONDS   | 真実のマイネーム           | 約束のマッチングカード |
| 10月15日 | 歌ってプリーズ             | 教えてWHO ARE YOU?         | スペシャルトレーニング |
| 10月28日 | しりとり・ザ・マーヴェラス | アニマルダッシュ           | HITOFUDEのクリーチャー |
| 11月05日 | 歌ってプリーズ             | ヴェラスの選択             | 足りないパズル         |
| 11月12日 | ことばにできない3SECONDS   | スパイダーアミダ           | マジカル西川パワー     |
| 11月19日 | 歌ってプリーズ             | 教えてWHO ARE YOU?         | キミにまどわされナイン |
| 12月03日 | しりとり・ザ・マーヴェラス | 真実のマイネーム           | HITOFUDEのクリーチャー |
| 12月10日 | ことばにできない3SECONDS   | アニマルダッシュ           | スペシャルトレーニング |
| 2019年   | 月曜日                     | 火曜日                     | 水曜日                 |
| 01月07日 | 歌ってプリーズ             | ヴェラスの選択             | マジカル西川パワー     |
| 01月14日 | ことばにできない3SECONDS   | 真実のマイネーム           | HITOFUDEのクリーチャー |
| 01月28日 | しりとり・ザ・マーヴェラス | スパイダーアミダ           | 足りないパズル         |
| 02月04日 | 歌ってプリーズ             | アニマルダッシュ           | キミにまどわされナイン |
| 02月18日 | ことばにできない3SECONDS   | 教えてWHO ARE YOU?         | マジカル西川パワー     |
| 02月25日 | 歌ってプリーズ             | ヴェラスの選択             | スペシャルトレーニング |
| 04月01日 | 歌ってプリーズ             | ヴェラスの選択             | ヴェラリズム           |
| 04月08日 | 探してアン・ドゥ・トロワ   | アニマルダッシュ           | キミにまどわされナイン |
| 04月15日 | ことばにできない3SECONDS   | 真実のマイネーム           | マジカル西川パワー     |
| 04月22日 | 歌ってプリーズ             | ヴェラスの選択             | 足りないパズル         |
| 05月06日 | 探してアン・ドゥ・トロワ   | スパイダーアミダ           | HITOFUDEのクリーチャー |
| 05月13日 | 歌ってプリーズ             | アニマルダッシュ           | ヴェラリズム           |
| 05月20日 | ことばにできない3SECONDS   | 真実のマイネーム           | キミにまどわされナイン |
| 06月03日 | 歌ってプリーズ             | ヴェラスの選択             | マジカル西川パワー     |
| 06月10日 | 探してアン・ドゥ・トロワ   | 教えてWHO ARE YOU?         | 足りないパズル         |
| 06月17日 | ことばにできない5SECONDS   | スパイダーアミダ           | ヴェラリズム           |
| 06月24日 | 歌ってプリーズ             | アニマルダッシュ           | スペシャルトレーニング |
| 07月01日 | 探してアン・ドゥ・トロワ   | ヴェラスの選択             | キミにまどわされナイン |
| 07月08日 | 歌ってプリーズ             | 真実のマイネーム           | マジカル西川パワー     |
| 09月09日 | ことばにできない3SECONDS   | ヴェラスケッチ             | ヴェラリズム           |
| 09月16日 | 歌ってプリーズ             | 教えてWHO ARE YOU?         | 足りないパズル         |
| 09月30日 | 探してアン・ドゥ・トロワ   | ヴェラスの選択             | HITOFUDEのクリーチャー |
| 10月07日 | ことばにできない3SECONDS   | アニマルダッシュ           | スペシャルトレーニング |
| 10月14日 | 歌ってプリーズ             | ヴェラスケッチ             | キミにまどわされナイン |
| 10月21日 | 探してアン・ドゥ・トロワ   | スパイダーアミダ           | マジカル西川パワー     |
| 11月04日 | 歌ってプリーズ             | ヴェラスの選択             | ヴェラリズム           |
| 11月11日 | ことばにできない3SECONDS   | 教えてWHO ARE YOU?         | 足りないパズル         |
| 11月18日 | 歌ってプリーズ             | アニマルダッシュ           | HITOFUDEのクリーチャー |
| 12月02日 | 探してアン・ドゥ・トロワ   | ヴェラスケッチ             | キミにまどわされナイン |
| 12月09日 | ことばにできない5SECONDS   | 真実のWhat's your name?    | スペシャルトレーニング |
| 2020年   | 月曜日                     | 火曜日                     | 水曜日                 |
| 01月07日 | 歌ってプリーズ             | アニマルダッシュ           | ヴェラリズム           |
| 01月13日 | 探してアン・ドゥ・トロワ   | 真実のWhat's your name?    | キミにまどわされナイン |
| 01月27日 | ことばにできない5SECONDS   | ヴェラスケッチ             | 足りないパズル         |
| 02月03日 | 歌ってプリーズ             | ヴェラスの選択             | マジカル西川パワー     |
| 02月17日 | 探してアン・ドゥ・トロワ   | わがままばかりのI WANT YOU | キミにまどわされナイン |
| 02月24日 | ことばにできない5SECONDS   | ヴェラスケッチ             | パワーを送れ!          |

特別編
- 2017年07月13日 マーヴェラスフェス
- 2017年12月21日 マーヴェラスフェス〜冬の陣〜
- 2018年07月12日 マーヴェラス夏祭り
- 2018年12月20日 マーヴェラスクリスマスパーティー
- 2019年03月07日 もじもんマスターズクイズ
- 2019年09月04日 マーヴェラス西川VSファビュラス大悟 仁義なき3番勝負
- 2019年12月19日 マーヴェラストレーニングフェス in 滋賀

派生番組
- マーヴェラスTVジム

### マーヴェラスフェス
- 本放送：2017年07月13日 木曜 18:20 - 18:54 [78]
- 再放送：2017年08月31日 木曜 18:20 - 18:54 [79]

1. 歌ってプリーズ
2. マーヴェラスのお悩み相談室
出演：玉城美海、稲垣芽生、柿澤仁誠
3. アニマルダッシュ
4. ことばにできない3SECONDS
5. マーヴェラス卒業!後継者選抜試験
出演：黒川桃花、齋藤泰世、船越夏子
6. キミにまどわされナイン

### マーヴェラスフェス〜冬の陣〜
- 放送日：2017年12月21日 木曜 18:20 - 18:54 [132]
- てれび戦士：皆川寧々、久住健斗、玉城美海

1. 歌ってプリーズ
2. キミにまどわされナイン
3. ことばのいらないWジェスチャー
4. アニマルダッシュ
5. ことばのいらないWジェスチャーセカンド
6. 未完の回文
7. ことばにできない5SECONDS

### マーヴェラス夏祭り
- 本放送：2018年07月12日 木曜 18:20 - 18:54 [237]
- 再放送：2018年08月30日 木曜 18:20 - 18:54 [238]

ルールは通常トレーニングと同じだが、問題など夏に関連した内容が行われる。
スパイダーアミダ サマーバージョン
ルールは「スパイダーアミダ」と同じ。ただし、問題は1問目は「ひまわりで道を塞ぐ」、2問目は「お化けが出てきて道を消す」、3問目は「えにぼうが出てきて花火で道を足す」になっている。
ヴェラスの選択SP～てれび戦士の挑戦・夏～
ルールは「ヴェラスの選択」と同じ。ただし今回お題は縁日関連が多くさらに今回はマーヴェラスが誘ったてれび戦士4人（滝美、辻、生、寧々）と対決してマーヴェラスの勝敗（マーヴェラスはてれび戦士に勝利したか）を当てることになっている。
夏色のマジカル西川パワー
ルールは通常の「マジカル西川パワー」と同じ。今回は元々の絵として海水浴の絵が使われているほかマーヴェラスやもじもんが登場する問題がある。
夏歌プリーズ
ルールは「歌ってプリーズ」と同じ。ただし、今回問題曲がすべて童謡から夏歌（夏に由来のある歌）から出題される。
ヴェラスの選択SP～てれび戦士の挑戦・WWY～
基本的なトレーニングルールは「ヴェラスの選択SP～てれび戦士の挑戦・夏～」と同じ。ただし、「てれび戦士の挑戦・夏」によるマーヴェラスVS代表てれび戦士の対決から一転、今回はてれび戦士4人とマーヴェラス西川が協力して1問目は「制限時間1分以内にマーヴェラス西川が投げた麦わら帽子を4人全員で被ればクリア」、2問目は「全員で英語で指示を出しながらスイカ割りを行う」というお題に挑戦となっており、マーヴェラスやテレビ戦士4人個人の実力でなくてれび戦士たちとマーヴェラス5人の本気のチームワークが試される内容になっている。

### マーヴェラスクリスマスパーティー
- 放送日：2018年12月20日 木曜 18:20 - 18:54 [291]
- てれび戦士：小澤竜心、向鈴鳥、久住健斗、堰沢結衣、梅田芹奈、船越夏子

過去登場の「ことばにできない5 SECONDS」、「アニマルダッシュ」、「たりないパズル」他、「歌ってプリーズ」の再挑戦に加えての2つの特別トレーニングが行われた。
マーヴェラスのぴったりパーティ
「竜心チーム」と「向チーム」に分かれてパーティ料理から1キロぴったりに載せていき先に1キロ近いほうの勝ち。茶の間戦士には竜心と向どちらが勝ったか予想する。
プレゼントミッション
守守団サンタ全員が協力してマーヴェラス西川が起きないように全員頭に持ったプレゼントを3つの障害物（跳び箱渡り→足つぼマット→6本の輪を渡る）誉よけてマーヴェラスにプレゼントを渡す。途中で落としたらアウトとなりまた、マーヴェラス西川の寝言発言時に全員動いてはいけない。茶の間戦士は何個プレゼントを渡したか予想する。

### もじもんマスターズクイズ
2019年3月7日（木曜）放送されたトレーニング総括。今回の企画進行はマーヴェラス西川ではなく立花遊蔵が行う。もじもんの力を鍛えるべく遊蔵が出した4問のもじもんに関したクイズに4色ボタンで回答する。

## マーヴェラスTVジム
マーヴェラスTVジム （マーヴェラステレビジム）は、2018年10月22日から10月25日までNHK Eテレで放送されていたテレビ番組。

### 概要
『天才てれびくんYOU』「トレーニングライブ」のスピンオフ番組。マーヴェラス西川がジムのトレーナーになって西川貴教（二役）と共に視聴者達に筋トレのコツを教える。そして毎回ラストにミニゲームが入っておりストレッチしながら挑む。クリアするとご褒美にバッテリーではなくマーヴェラス西川の待ち受けがもらえる。

### 基礎情報
- 放送期間：2018年10月22日 - 2018年10月25日
- 放送時間：月曜 - 木曜 19:50 - 20:00（10分）
- 放送回数：4回
- 出演者：西川貴教
- ナレーション：関山美沙紀
- 監修：石井直方
- 出典：[493][494][495][496][497][498]

### ゲーム
マーベラスヴェラスたいそう
各組のウォーミングアップとして行う体操ゲーム。ルールは『スペシャルトレーニング』と同じでマーヴェラスが歌う歌（ラジオ体操の歌の替え歌）を聞きながらマークが出たら決定ボタンを押す。
マッチョダッシュ
ルールは『アニマルダッシュ』と同じで今回はマッチョが何人ゴールラインを越えたかを数えて解答する。もちろんアニマルダッシュ同様に黒服の人が出てきて服を脱いだり、UFOが出てきてマッチョを連れ去るなど気を付けなければいけない。
パンチング10
今回初登場のゲーム。ボクシングの様にミッドに10回打つようにマーヴェラスが一言いう。最後に絵を見せたものは何か2択で答える（いわゆる10回クイズ）。
わがままばかりのWannaマッスル
ルールは『わがままばかりのI WANT YOU』と同じ。今回の問題内容はすべて4択で「高カロリーな飲み物はどれ？」、「体の鍛えたい筋肉は何筋？」、「4枚の写真の中で筋肉芸人は誰？」と筋肉に関係した問題になっている。
ムキムキ西川パワー
ルールは『マジカル西川パワー』と同じ。今回は問題絵が居酒屋、答えが筋肉に関係した変化になっている。

### 放送日程
| 回 | 初回放送日 / メニュー                 | トレーニング / 応援歌                    | トレーニング / 応援歌                           | 筋トレゲーム / ポーズ                                   |
| -- | ------------------------------------- | ---------------------------------------- | ----------------------------------------------- | ------------------------------------------------------- |
| 1  | 2018年10月22日 腹筋を鍛えよう         | トランクカールダウン 8回グリーングリーン | ニートゥーエルボー 34回キン肉マンGo Fight!      | マッチョダンス腹筋のポーズ                              |
| 2  | 2018年10月23日 腕と胸を鍛えよう       | ヒザつき腕立て伏せ 8回おお牧場はみどり   | トライセプスキックバック 10回夢をあきらめないで | パンチング10シャドーボクシング                          |
| 3  | 2018年10月24日 背中とおしりを鍛えよう | グッドモーニング 10回勇気100%            | 床上スイミング 32回きんたろう                   | わがままばかりのWannaマッスルアームレッグレイズのポーズ |
| 4  | 2018年10月25日 足腰を鍛えよう         | スクワット 8回ドナドナ                   | スイングランジ 左右8回上を向いて歩こう          | ムキムキ西川パワー片足立ちのポーズ                      |

## マーヴェラス西川VSファビュラス大悟 仁義なき3番勝負
『天才てれびくんYOUスペシャル マーヴェラス西川VSファビュラス大悟 仁義なき3番勝負』は、2019年9月4日にNHK Eテレで放送されたテレビ番組。『天才てれびくんYOU』「トレーニングライブ」の特別企画。

### 基礎情報
放送日時
- 本放送：2019年09月04日 水曜 18:20 - 18:45
- 再放送：2019年10月30日 水曜 18:20 - 18:45

出演者
- マーヴェラス西川チーム
西川貴教、ギュナイ滝美
- ファビュラス大悟チーム
大悟、筧礼
- 司会：ノブ
- アシスタント：辻晴仁、齋藤泰世

出典

### 内容
マーヴェラス西川に対抗心を出して「自分もトレーニングロボになりたい」と言い出した大悟研究員改めファビュラス大悟が挑戦状をたたきつけ筧をサポートに加え滝美をサポートに加えたマーヴェラスが「しながわ水族館」を舞台に以下の3番勝負を行う。見届け人及び進行はノブ研究員（アシスタント：辻＆斎藤）が行い、茶の間戦士はマーヴェラス西川とファビュラス大悟のどちらが勝ったか予想して、的中したら経験値がもらえる。
第1ステージ「水族館の生き物クイズ」
しながわ水族館に関係した生き物に関したクイズを早押しで回答する。
第2ステージ「トンネルジェスチャー対決」
水族館にあるトンネル型水槽の中にいる生物をジェスチャーで表現してトンネル担当のスタッフに答えてもらう。問題は全3問でジェスチャータイムは10秒。スタッフは答える生物は正式名称でこたえなければいけなくそのため双方は守守団と水槽の生物たちの観察力とジェスチャーの表現力も試される。引き分けの場合、スタッフの審査で決まる。
第3ステージ「ペンギンの相性当てクイズ」
令和になって水族館で生まれた4匹のペンギンのヒナの名前を投票で決定。そのうち3匹紹介して最後の1匹を書いて予想する。
ゲーム終了後、勝者は最後に歌ってプリーズ（問題は全2問で課題曲は全部「おさかな天国」）に挑戦。なお、負けた方も今回のみ副音声が聞ける。

### スタッフ
- ナレーション - 子安武人、関山美沙紀
- 撮影 - 大坂良太
- 音声 - 渡邊賢
- 映像技術 - 森山雄太
- 音響効果 - 磯田正文
- 編集 - 鵜飼美佳
- ディレクター - 磯貝美来
- 制作統括 -岸本伸介

## マーヴェラストレーニングフェス in 滋賀
『天才てれびくんYOU マーヴェラストレーニングフェス in 滋賀』は、2019年12月19日にNHK Eテレで放送されたテレビ番組。『天才てれびくんYOU』「トレーニングライブ」の特別企画。

### 基礎情報
放送日時
- 本放送：2019年12月19日 木曜 18:20 - 18:54 [453]
- 再放送：2020年03月12日 木曜 18:20 - 18:54 [454]

出演者
- マーヴェラス西川（演：西川貴教）
- てれび戦士：玉城美海、梅田芹奈、齋藤泰世
- びわ湖くん
- 甲賀忍術研究会

### 内容
西川貴教の故郷である滋賀県を舞台に、てれび戦士3人を引き連れ滋賀県のことを勉強しながらトレーニングを行い経験値を稼ぐ。基本ルールは別項を参照。「びわ湖くんプレゼンツ 知ってほしいよ!滋賀クイズ」はリモコンゲーム対象外。番組冒頭に滋賀県が舞台の『連続テレビ小説 スカーレット』で西川が演じた「ジョージ富士川」の映像が放送された。
場所：大津市 琵琶湖（ミシガンクルーズ におの浜観光港）
ことばにできない5 SECONDS
ルールはこれまでと同じだが今回は問題がすべて滋賀県に関連した物となっており、マーヴェラスと守守団に加えて琵琶湖のイメージキャラ「びわ湖くん」も加えた5人で行う。
場所：大津市 湖の駅 浜大津
びわ湖くんプレゼンツ 知ってほしいよ!滋賀クイズ パート1
問題：滋賀県に実際にある食べ物はどっち? 青ちくわ or 赤こんにゃく
正解：赤こんにゃく
信楽探してアン・ドゥ・トロワ
ルールは「探してアン・ドゥ・トロワ」と同じだが、今回探すのは漢字ではなくは大量の信楽焼の中に隠れた守守団の3人（最終問題のみびわ湖くんの4人）を探す。
びわ湖くんプレゼンツ 知ってほしいよ!滋賀クイズ パート2
問題：コッペパンの中にマヨネーズと一緒に入っているあるものは何?
正解：たくあん漬け（サラダパン）
場所：甲賀市 油日神社
ヴェラスの選択
今回は守守団＋マーヴェラスの4人（マーヴェラスチーム）VS甲賀忍術研究会の忍者達（忍者チーム）と3本勝負を行い茶の間戦士は忍者チームの勝敗を予想する。
場所：草津市 滋賀県立琵琶湖博物館
びわ湖くんプレゼンツ 知ってほしいよ!滋賀クイズ パート3
問題：地元の人に愛される琵琶湖の激うまナマズはどっち? イワトコナマズ or ビワコオオナマズ
正解：イワトコナマズ
滋賀ダッシュ
ルールはアニマルダッシュと同じ。ただし今回カウントするものが全て滋賀県に関係した物が流れていく（それ以外はノーカウント）。
びわ湖くんプレゼンツ 知ってほしいよ!滋賀クイズ パート4
問題：現存する日本最古のすしといわれる滋賀県の伝統的な食べ物は? 1.回転ずし 2.ふなずし 3.さんまずし 4.江戸前ずし
正解：ふなずし

### スタッフ
- ナレーション - 関山美沙紀
- 撮影協力 - 滋賀県
- 撮影 - 安田哲郎
- 照明 - 佐藤才輔
- 音声 - 中村和彦
- 映像技術 - 森山雄太
- 音響効果 - 蓮子裕一
- 編集 - 鵜飼美佳
- ディレクター - 磯貝美来
- プロデューサー - 清水亮詞
- 制作統括 - 岸本伸介

## てれび戦士特別ミッション パラスポーツを調査せよ!
『天才てれびくんYOU てれび戦士特別ミッション パラスポーツを調査せよ!』は、2019年3月11日から3月20日までNHK Eテレで放送されていたテレビ番組。
概要
パラスポーツの魅力をてれび戦士が体験しながら探る特別ミッション。天てれアニメ『ブレーカーズ』の番組宣伝を兼ねて放送された。
「天てれ第2部」で車いすバスケットボールとゴールボールの2種目をそれぞれ3回に分けて2週にわたって放送された。
基礎情報
- 放送期間：2019年3月11日 - 2019年3月20日
- 放送時間：月曜 - 水曜 18:45 - 18:54（9分）
- 放送回数：6回
- 出典：[501][502][503][504][505][506][507]

出演者
- 調査員：小島よしお
- ナレーション：子安武人
- 車いすバスケットボール編
  - てれび戦士：小澤竜心、向鈴鳥、皆川寧々
  - 指導：上村知佳、丸山弘毅、鈴木百萌子、三宅克己
- ゴールボール編
  - てれび戦士：久住健斗、辻晴仁、堰沢結衣
  - 指導：欠端瑛子、安室早姫、川嶋悠太、池田貴

## リアル戦争ゲーム
『天才てれびくんYOUスペシャル リアル戦争ゲーム』は、2019年9月2日にNHK Eテレで放送されていたテレビ番組。

### 概要
2019年度に放送された特集ドラマ。サブタイトルは「ドラマ昭和20年の日本」。
劇中には「昭和20年4月18日」の日めくりカレンダーが登場しており、旧日立航空機立川発動機製作所を標的にした2回目の空襲の前日と当日が舞台となっている。

### 基礎情報
- 本放送日：2019年09月02日
- 再放送日：2019年10月28日
- 放送時間：月曜 18:20 - 18:45（25分）
- 出典：[* 247]

### 登場人物
主演
- 川岸釈天

FPS『リアル戦争ゲーム』に熱中するあまり防空壕（本人はトンネルだと思っていた）へと迷い込み、昭和20年へとタイムスリップしてしまう。
最初はこの時代の常識や生活を知らなかったが、玉子や梨子と暮らすうちに戦時中に生きた人々の過酷な境遇を理解していく。
終盤、梨子を案じた玉子と共に彼女を迎えに工場へと戻る。しかし梨子は機銃掃射により倒れ、自身も撃たれかける。しかしその寸前に「死にたくない」と強く願った瞬間、元の時代へと帰ることができた。それからは過激な物言いを反省し、慰霊碑を拝んだ。
守守団本部
- 立花遊蔵 - 笹野高史

冒頭、ゲームに熱中して「死ね」と過激な言葉遣いをしていた川岸を注意した。
- 冨士原生、齋藤泰世、堰沢結衣

冒頭、立花団長の作ったカレーを食べていた。
昭和20年の日本
- 玉子 - 玉城美海

タイムスリップしてきた川岸が出会った、てれび戦士・玉城にそっくりな少女。かんざしを頭に付けている。父は戦死、母は病死している。偶然出会った川岸を匿う（ただし彼が未来人であることは最後まで知らなかった）。この時代の常識を知らない川岸としばしば対立してしまい「非国民」と罵ることもあったが、最終的には友情を築き、川岸を送り返すために尽力する。しかし空襲で姉の安否が心配になり、川岸と共に防空壕から抜け出し工場まで来てしまった結果、悲劇に直面してしまう。
最終シーンでは終戦まで生き延びたことが示唆されている。
- 梨子[注 358] - 小島梨里杏

軍需工場で働く玉子の姉で、彼女からは「お姉ちゃん」と呼ばれている。小島主任にそっくり。過激な発言をすることのある玉子をたしなめることも多い。両親を失っているため、一家の切り盛りをしている。
終盤、敵機に狙われた川岸と玉子を庇って代わりに撃たれ死亡。亡骸には彼女の上着が掛けられた。
- 少年たち - 小澤竜心、冨士原生、齋藤泰世

それぞれてれび戦士の竜心(2019年度では既に卒業)、生、齋藤にそっくりな男子三人組で、玉子の友人。兵隊ごっこをしていた最中、スマホを見ながら歩いていた川岸を敵国のスパイだと勘違いする。最終的に玉子の機転で追い払われる。
- 兵士 - 堀部圭亮

勇にそっくりな日本軍の兵隊。少年たちに呼ばれて川岸を捕まえようとするが、玉子の機転で川岸がスマホを操作したことで攻撃されたと勘違いし逃げ去り、川岸は事なきを得る。
- 主婦 - 川俣しのぶ、伊藤麻実子

川岸・玉子と防空壕に避難していた女性二人組。
- 高齢の男性 - 笹野高史

防空壕にいた、遊蔵にそっくりな老人。孫を空襲で亡くしている。川岸に草笛を教える。
- 従業員 - 林タケル

梨子の工場の従業員。梨子と共に避難確認をしていた。
演じた林は2014年度～2016年度のてれび戦士である。
- ラジオの声 - 子安武人

空襲警報を発令していた。
東大和南公園
- 慰霊碑を拝む女性 - 草村礼子

最初と最後のシーンに登場。冒頭では走る川岸とぶつかってしまった。最終シーンでは川岸と共に慰霊碑を拝んだ。
ストーリー内では直接言及されていないが、玉子と同じかんざしを頭に付けていることが確認できるため、彼女の正体は成長した玉子の姿であることが示唆されている。
- 玉城美海

冒頭において、「ゲームのレアアイテムがある」と川岸を誘ったことがこの物語の始まりとなる。

### スタッフ
- 脚本 - 大河内聡
- 演出 - 神谷友輔
- 撮影 - 佐藤史明
- 音声 - 村山巧
- 撮影技術 - 梶原嘉鴻
- 美術 - 佐野美菜子
- 衣装 - 広瀬水音
- ヘアメイク - 本間有香
- CG制作 - 横山友博
- 編集 - 森川純市
- 音響効果 - 田村崇典
- 制作統括 - 黒田健一

## イベント
| 期間別 | Let's - YOU - hello, |

- 天才てれびくんYOU 立花団長 in 広島
期間：2017年5月4日
地域：広島県広島市中区
会場：NHK広島放送局
- 天才てれびくんYOU 立花団長&小島主任 in ふくしま
期間：2017年8月19日
地域：福島県福島市
会場：こむこむ わいわいホール
- 天才てれびくんYOU 立花団長&小島主任 in 熊本
期間：2017年10月15日
地域：熊本県熊本市中央区
会場：尚絅学園 九品寺キャンパス
出典：[508]
- Nスポ!2017 みんなでおどろう WITH WITH YOU!
期間：2017年10月29日
地域：東京都渋谷区
会場：NHK放送センター
出典：[509]
- NHK文化祭 親子でクッキング♪スペシャルクッキング&トーク
期間：2017年11月3日
地域：東京都渋谷区
会場：NHK放送センター
- 天才てれびくんYOU 立花団長&小島主任 in 松山
期間：2017年11月19日
地域：愛媛県松山市
会場：NHK松山放送局
出典：[510]
- NHKコミュニティー・スクール in 豊海 天才てれびくんYOU 出張トークショー
期間：2017年12月9日
地域：東京都中央区
会場：中央区立豊海小学校・幼稚園
出典：[511]
- みつかるEテレまつり〜Eね!宝島〜
期間：2018年2月24日
地域：東京都世田谷区
会場：二子玉川ライズ ガレリア
出典：[512]
- NHKしずおか春まつり
期間：2018年4月22日
地域：静岡県静岡市駿河区
会場：NHK静岡放送局
- NHK仙台放送局 開局90周年 特別会館公開 天才てれびくんYOU みんなでおどろう! WITH WITH YOU!
期間：2018年6月3日
地域：宮城県仙台市青葉区
会場：NHK仙台放送局
出典：[513]
- 天才てれびくんYOUトークショー 立花団長&小島主任 in 北九州
期間：2018年9月1日
地域：福岡県北九州市小倉北区
会場：リバーウォーク北九州
出典：[514]
- 天才てれびくんYOUトークショー 立花団長 in 金沢
期間：2018年10月13日
地域：石川県金沢市
会場：NHK金沢放送局
出典：[515]
- 天才てれびくんYOUトークショー 立花団長&小島主任 in 奈良
期間：2018年11月23日
地域：奈良県奈良市
会場：NHK奈良放送局
出典：[516]
- つくスポ!ゆめスポーツフェスタ
期間：2018年12月9日
地域：茨城県つくば市
会場：洞峰公園 体育館
主催：NHK水戸放送局
出典：[517]

| 放送地域 | ch   | 放送日時                        | 脚注  |
| -------- | ---- | ------------------------------- | ----- |
| 茨城県   | 総合 | 2018年12月28日 金曜 18:10-18:45 | [518] |
| 日本全国 | BS1  | 2019年04月06日 土曜 00:00-00:35 | [519] |
| 日本全国 | BS1  | 2019年04月07日 日曜 16:15-16:50 | [520] |
- 天才てれびくんYOUステージショー 立花団長&小島主任 in 福岡
期間：2019年5月4日
地域：福岡県福岡市中央区
会場：NHK福岡放送局
出典：[521][522]
- みつかるEテレまつり×みらいのひみつきち 緊急ミッション WITH WITH YOU!
期間：2019年6月2日
地域：東京都世田谷区
会場：二子玉川ライズ ガレリア
出典：[523][524]
- 天才てれびくんYOUステージショー 立花団長&小島主任&てれび戦士 in 名古屋
期間：2019年8月25日
地域：愛知県名古屋市東区
会場：NHK名古屋放送センタービル
出典：[525][526]
- NHKしずおか アクティブ!秋まつり みんなでおどろう! WITH WITH YOU!
期間：2019年11月10日
地域：静岡県静岡市駿河区
会場：NHK静岡放送局
出典：[527][528]